# National Currency National Bank Note
A National Currency National Bank Note pénzjegytípusban 1863 decembere és 1935 májusa között összesen 14 320 egyesült államokbeli kereskedelmi bank, úgynevezett „nemzeti bank” (National Bank) bocsátott ki amerikai dollár bankjegyeket, mintegy 17 000 000 000 dollár névértékben, a szövetségi kormány szigorú ellenőrzése és felügyelete mellett. Napjainkra mintegy 50 000 000 dollár értékű National Currency National Bank Note bankjegy nem került visszaváltásra, ezek egy része gyűjtők és múzeumok tulajdonában van, más részük elveszett, megsemmisült. Párhuzamosan voltak forgalomban az Egyesült Államok kormánya által kibocsátott, különféle típusú állami pénzjegyekkel (Demand Note, United States Note, Silver Certificate, Gold Certificate, Treasury Note) azaz államjegyekkel, illetve 1914-től a Federal Reserve Note, majd 1915-től Federal Reserve Bank Note típusú bankjegyekkel.

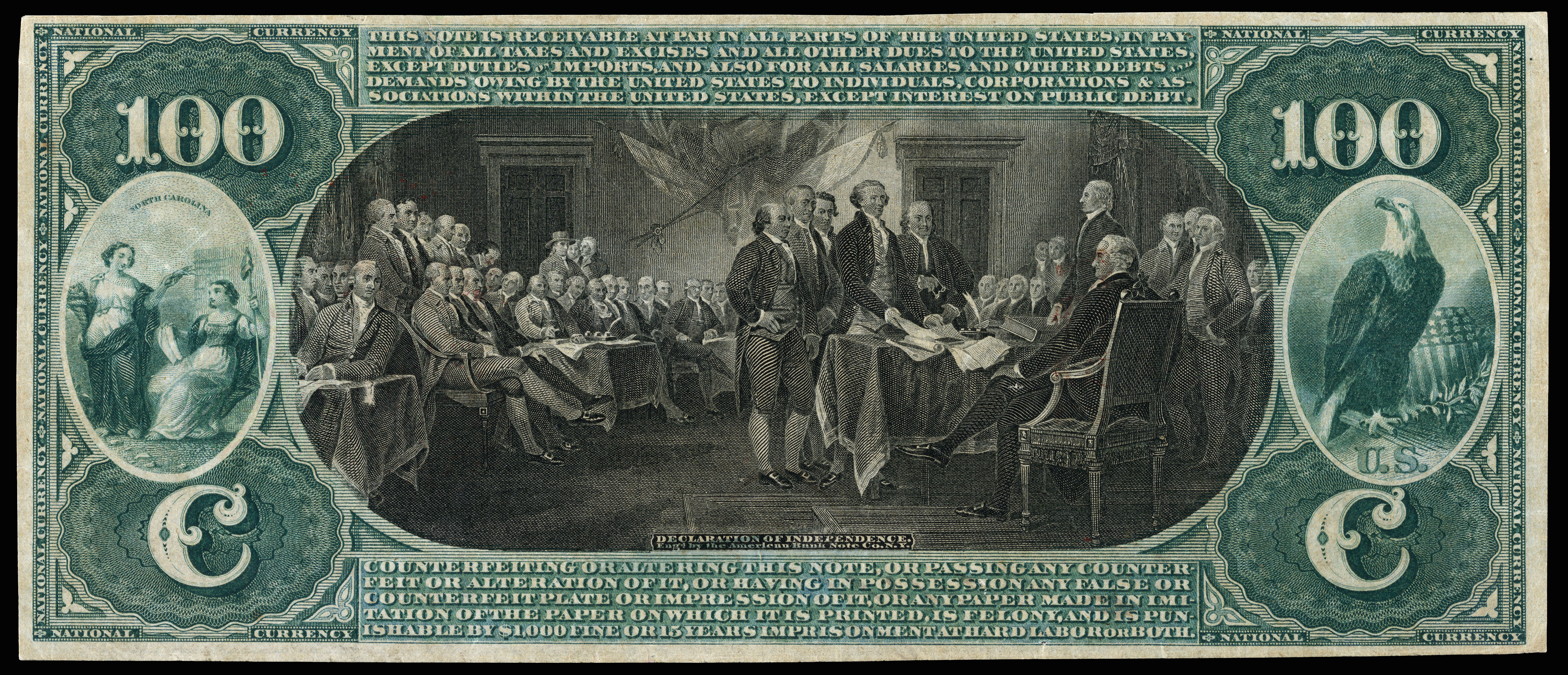
Az első karta (First Charter) eredeti sorozata (Original Series) és 1875-ös sorozata (Series of 1875) 100 dolláros bankjegyének hátoldala. A dekoratív keret baloldalán annak a szövetségi államnak, vagy szövetségi területnek a címere, vagy jelvénye látható, amelyben a kibocsátó nemzeti bank székelt (jelene esetben Észak-Karolina), a keret jobboldalán az Egyesült Államok címermadara, a fehérfejű rétisas került ábrázolásra az amerikai zászlóval. Ritkábban előfordul, hogy a keret jobb- és baloldalán is a címermadár szerepel. Magában a keretben a függetlenségi nyilatkozat bemutatása szerepel, John Trumbull híres festménye alapján, ugyanez a Trumbull-kép látható a jelenlegi 2 dolláros bankjegyek hátoldalán.

## Története
1863. február 25-én pedig Abraham Lincoln elnök aláírta a National Currency Act törvényt, melynek kettős célja volt, egyrészt hogy stabil piacot teremtsen az a polgárháború költségeinek finanszírozás érdekében a szövetségi kormány által kibocsátott államkötvényeknek, másrészt hogy felváltsa az egyes szövetségi államok kereskedelmi bankjainak szórványos, jellemzően csak az adott szövetségi államon belül elfogadott papírpénzeit egy országosan egységes, országszerte elfogadott, a szövetségi kormány által garantált és szigorúan ellenőrzött kereskedelmi banki papírpénz kibocsátással. A törvény felhatalmazta a több, mint 50 000 dollár tőkével rendelkező bankokat, hogy papírpénz kibocsátási joggal felruházott „nemzeti bankokká” (National Banks) szervezzék át magukat, azzal a feltétellel, hogy törzstőkéjük egyharmadának megfelelő összegű amerikai szövetségi államkötvényt (US Bonds) helyeznek letétbe az Egyesült Államok Kincstárnokánál (Treasurer of the United States), ezért cserébe a bankok engedélyt kaptak, hogy az államkötvényekben letétbe helyezett összeg 90 %-ának megfelelő értékű papírpénzt bocsássanak ki. A leltébe helyezett államkötvényekért az illetékes szövetségi hivatalnok (Comptroller of the Currency) kiadta az illető bank működési engedélyét (Certificate of Authority to Commence Business), azaz kartáját (Charter). A törvény 20 évben szabta meg az ilyen nemzeti bankok működési idejét.
Az egyes nemzeti bankok $1,$2, $3, $5, $10, $20, $50, $100, $500, $1000 és $10 000 dolláros címletű bankjegyek kibocsátására lettek felhatalmazva, azonban $3 és $10 000 dollárost egyetlen bank sem hozott végül forgalomba. A címletek magán (American Bank Note Company – ABNC), vagy állami nyomdában (Bureau of Engraving and Printing – BEP) készültek, egységes dizájn alapján, a nagy méretű (Large Size) típusban négy kibocsátásban (1.) First Charter, Original Series, 2.) First Charter, Series of 1875, 3.) Second Charter, 4.) Third Charter) összesen nyolc dizájn változatban, az 1929-től bevezetett kis méretű (Small Size) típusban pedig két kissé eltérő változatban. A legkorábbi kiadásoktól eltekintve a kibocsátó bank neve mellett az azonosító kartaszám (Charter number) is szerepelt a bankjegyeken. 1929 előtt piros, barna, vagy kék sorozatszámokat, karatszámokat, illetve az Egyesült Államok Kincstárának többféle alakú, szintén piros, barna, vagy kék színű címerét (US Treasury Seal) használták. További jellegzetesség, hogy 1929 előtt a bankok vágatlan nyomdai ívekben kapták meg a bankjegyeiket, amelyeket aztán jellemzően ollóval vágtak ki, emiatt az egyes bankjegyek általában szabálytalan alakúak.
A nemzeti bankok National Currency National Bank Note típusú bankjegy kibocsátásának a nagy gazdasági világválság és következményei vetettek véget 1935-ben. Franklin D. Roosevelt elnök kormányának döntése értelmében két addigi amerikai pénzjegytípus kibocsátása megszűntː 1933-tól az aranyérmékre váltható Gold Certificate típusú államjegyeké, majd 1935-től a National Currency National Bank Note típusú bankjegyeké. Pótlásukra Federal Reserve Note típusú bankjegyek, valamint United States Note és ezüstérmékre váltható Silver Certificate típusú államjegyek kerültek növelt mennyiségben forgalomba.
A National Currency National Bank Note bankjegyek a gyűjtők körében nagyon kedveltek, egyes kisebb bankok kibocsátásai különleges ritkaságoknak számítanak, például egy első karta (First Charter) 1875-ös sorozatú (Series of 1875) 5 dolláros, melyet a First National Bank of Walla Walla, Washington Territory (Charter 2380) adott ki, 2010-ben 161 000 dolláros rekordáron kelt el egy aukción. A leggyakoribb változatok, azaz a nagyobb nemzeti bankok esetenként több százezer, vagy több millió példányban forgalomba került címletei is minimum a névértékük többszörösét érik napjainkra.
A National Currency National Bank Note típusú bankjegyek a mai napig törvényes és érvényes fizetőeszköznek minősülnek az Amerikai Egyesült Államokban.

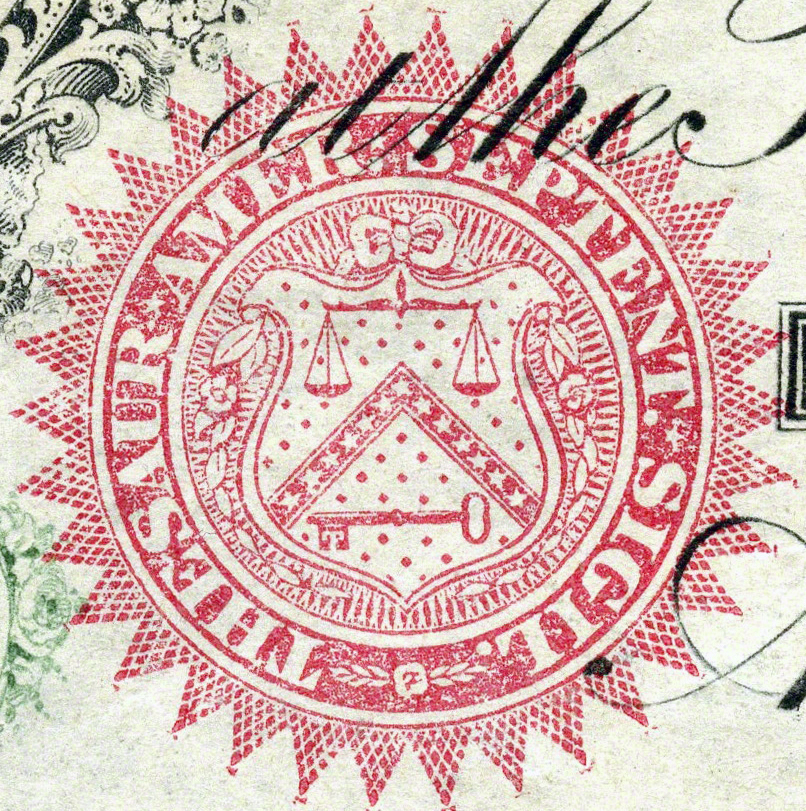
Egyesült Államok Kincstárának címere (US Treasury Seal) három szín (piros, barna, vagy kék) és négyféle dizájnváltozatban fordult elő a National Bank Note bankjegyeke.

### Nagy méret (Large size) 1863-1929
Az 1863 és 1929 között kibocsátott nagy méretű (Large Size) bankjegyek 187 mm × 79 mm méretűek. Négy hitelesítő aláírás látható rajtuk, kettő a szövetségi kormány illetékes tisztviselőié (Register of the Treasury és Treasurer of the U.S.), ezek metszet-mélynyomtatással készültek, még kettő a kibocsátó nemzeti bank tisztviselőié, a főpénztárosé (Cashier), és az elnöké, vagy alelnöké (President, Vice President), ezek leggyakrabban kézzel aláírtak, néha gumibélyegzős aláírások, még ritkábban metszet-mélynyomtatottak.

#### Első karta (First Charter)
A papírpénz kibocsátás az első karta alapján 1863-ban indult, a karta 1882. július 11-én járt le, de egy 1882. július 12-én hozott törvény 20 évvel meghosszabbította azt 1902-ig. Az első karta időszakában két bankjegysorozatot bocsátottak ki, az eredeti sorozatot (Original Series) és az 1875-ös sorozatot (Series of 1875), csak ezekben szerepeltek $1, $2, $500 és $1000 dolláros címletek. Érdekesség, hogy a kibocsátásukkor óriási értékű $500 dollárosból 3 db fennmaradt példány mellett 170 db soha nem került visszaváltásra, elveszett, vagy megsemmisült, illetve 21 db $1000 dolláros szintén soha nem került visszaváltásra, elveszett, vagy megsemmisült, utóbbi címletből csak kiadatlan, sorszám, aláírás és kincstári címer nélküli mintapéldányok maradtak fenn.
Az eredeti sorozatot (Original Series) és az 1875-ös sorozatot (Series of 1875) bankjegyeinek dizájnja megegyezett. Előoldalukon történelmi jelenetek, és/vagy allegorikus alakok, hátoldalukon középen nagyméretű történelmi jelenetek szerepeltek. Hátoldalukon továbbá a dekoratív keret baloldalán általában annak a szövetségi államnak, vagy szövetségi területnek a címere, vagy jelvénye látható, amelyben a kibocsátó nemzeti bank székelt, a keret jobboldalán az Egyesült Államok címermadara, a fehérfejű rétisas az amerikai zászlóval, ritkán előfordul, hogy a keret jobb- és baloldalán is a címermadár szerepel.
| Címlet | Előoldal                                                                                                  | Hátoldal                                                                               |
| ------ | --- | -------------------------------------------------------------------------------------- |
| ̯$1     | "Concordia" az egyetértés allegóriája, két nőalak egy oltár előtt.                                        | A zarándokatyák partraszállása.                                                        |
| $2     | Nőalak az amerikai zászlóval.                                                                             | Walter Raleigh Amerikából származó dohányt és kukoricát mutat be Angliában.            |
| $5     | Balra Kolumbusz megpillantja az amerikai szárazföldet, jobbra indián hercegnő bemutatása.                 | Kolumbusz és legénysége partraszállása.                                                |
| $10    | Balra Benjamin Franklin elektromossági kísérlete, jobbra nőalak sasháton.                                 | Hernando de Soto felfedezi a Mississippi vidékét, William H. Powell festménye alapján. |
| $20    | Balra a lexingtoni csata (1775), jobbra nőalak ("Columbia")                                               | Pocahontas megkeresztelése, John C. Chapman festménye alapján.                         |
| $50    | Balra Washington átkel a Delaware folyón, jobbra Washington imája.                                        | A zarándokatyák hajóra szállása Angliában.                                             |
| $100   | Oliver H. Perry és hajója, a USS Lawrence az 1813-as Erie-tavon vívott csatában, jobbra nőalak és fasces. | A függetlenségi nyilatkozat bemutatása John Trumbull festménye alapján.                |
| $500   | Balra nőalak hajóágyúval, jobbra az SS Sirius brit gőzhajó megérkezése Amerikába, 1838-ban.               | Burgoyne brit tábornok 1777-es kapitulációja Saratogánál, Washington előtt.            |
| $1000  | Balra amerikai csapatok 1841-ben, jobbra a Capitolium.                                                    | Washington lemondása a Kontinentális Hadsereg parancsnokságáról.                       |

##### Eredeti sorozat (Original Series)
Az első karta eredeti sorozatában (First Charter, Original Series) az egyes nemzeti bankok $1, $2, $5, $10, $20, $50, $100, $500 és $1000 címletű bankjegyeket bocsátottak ki, nem minden egyes nemzeti bank hozta forgalomba a teljes címletsort, a nagyobb címleteket jellemzően csak kevés bank részére nyomtatták. Az eredeti sorozatban a bankjegyek többsége nem viselte az adott nemzeti bank azonosító kartaszámát (Charter Number), ez csak a kibocsátott bankjegyek egy kis részén jelent meg, miután nyilvánvalóvá vált, hogy túl bonyolult a több ezer nemzeti bank elhasznált, megrongálódott, ezért forgalomból kivonásra kerülő bankjegyeinek szétválogatása a gyakorlatban.

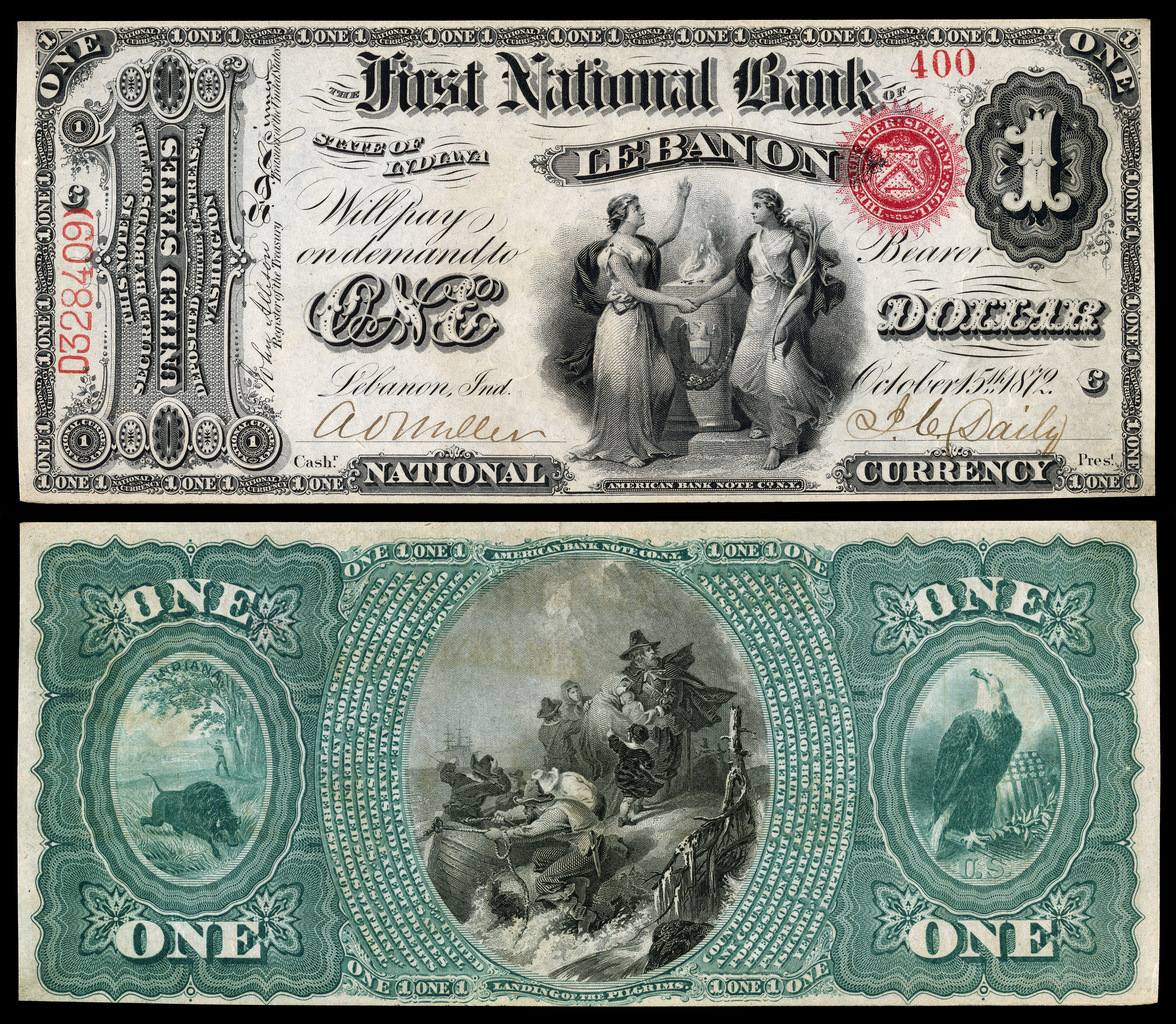
1 dolláros bankjegy az eredeti sorozatból (Original Series), a The First National Bank of Lebanon, Indiana (Charter 2057) 1872-es kibocsátása, kartaszám nélküli változat.
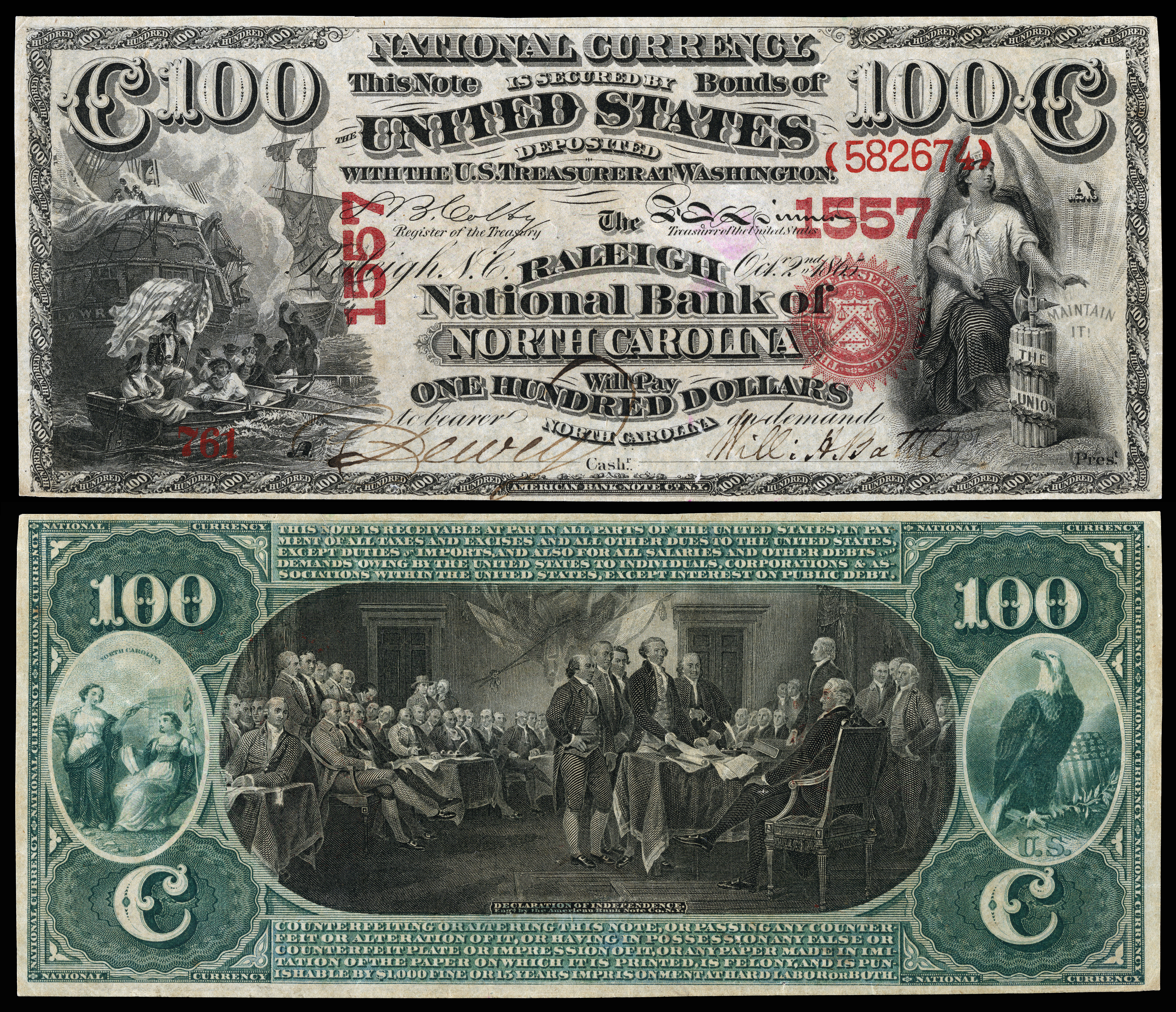
100 dolláros bankjegy az eredeti sorozatból (Original Series), a The Raleigh National Bank of North Carolina (Charter 1557) 1865-ös kibocsátása, ritkább, kartaszámos változat.
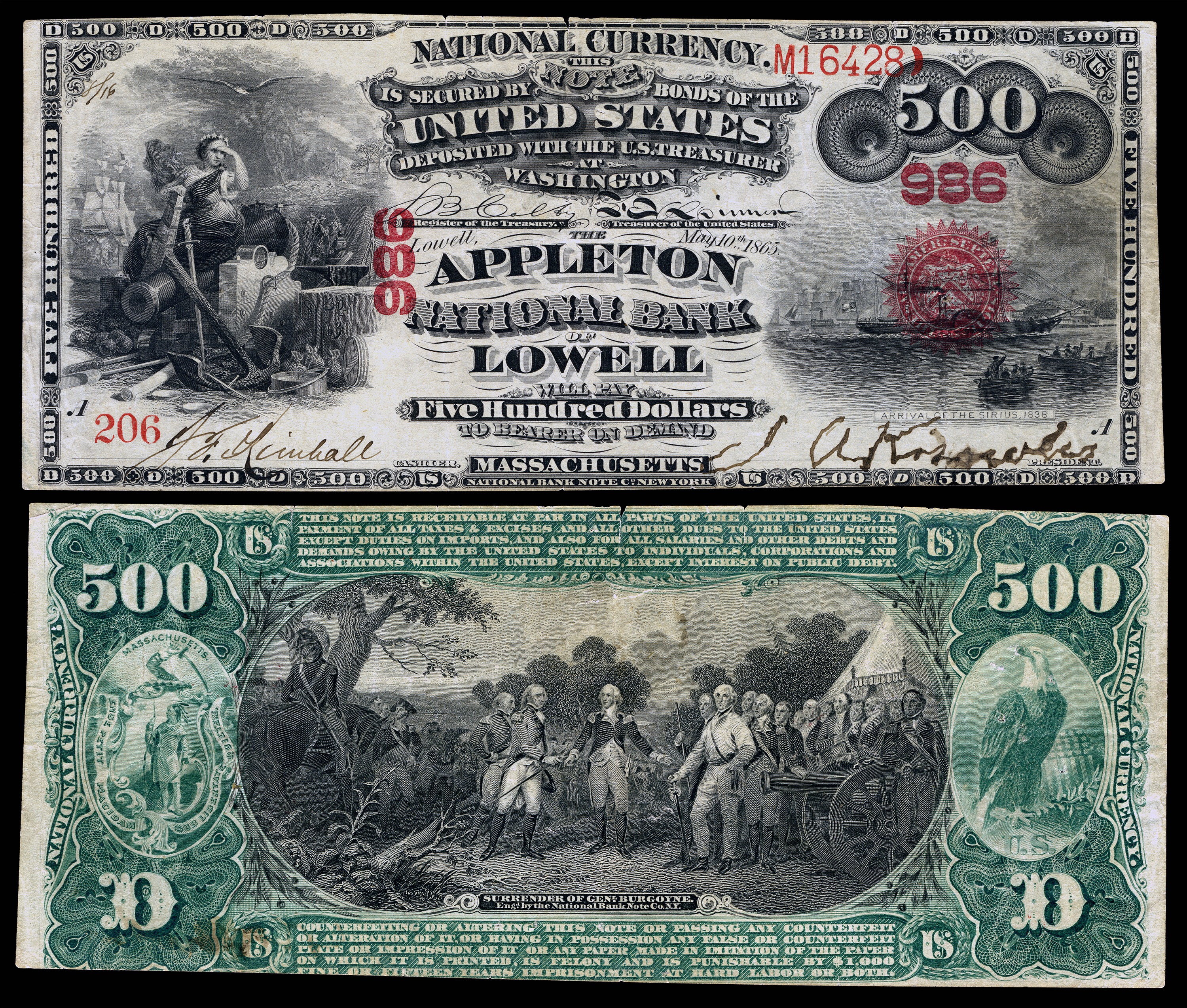
500 dolláros bankjegy az eredeti sorozatból (Original Series), a The Appleton National Bank of Lowell, Massachusetts (Charter 986) 1865-ös kibocsátása, ritkább, kartaszámos változat.

##### 1875-ös sorozat (Series of 1875) 1875-1902
Az első karta 1875-ös sorozata (First Charter, Series of 1875) megegyezett az eredeti sorozat bankjegyeivel, annyi eltéréssel, hogy viselték az adott nemzeti bank általában vörös, ritkábban fekete színű azonosító kartaszámát (Charter Number).

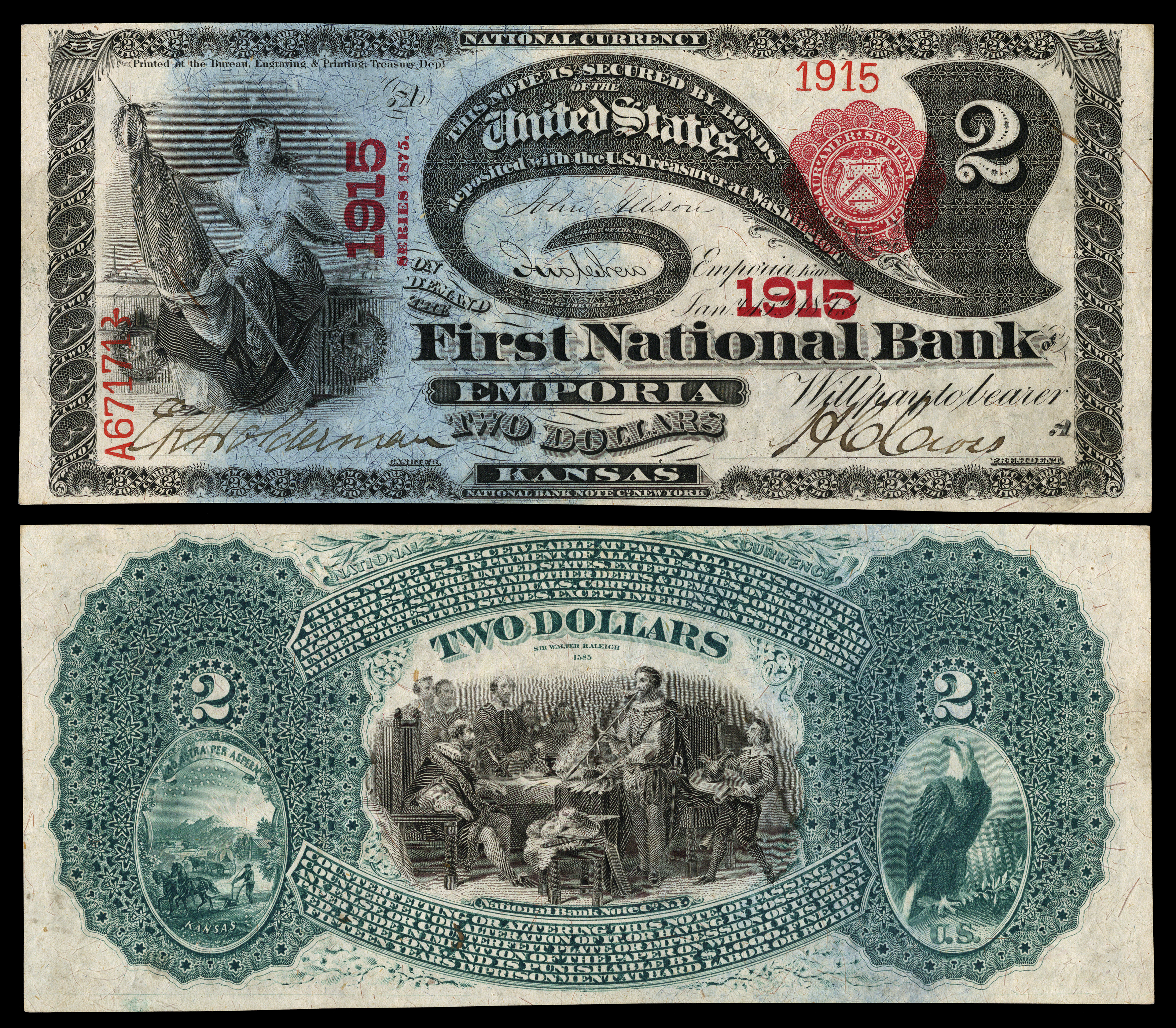
2 dolláros bankjegy az 1875-ös sorozatból, a "First National Bank of Emporia, Kansas" (Charter 1915) 1879-es kibocsátása, kartaszámmal ellátva.
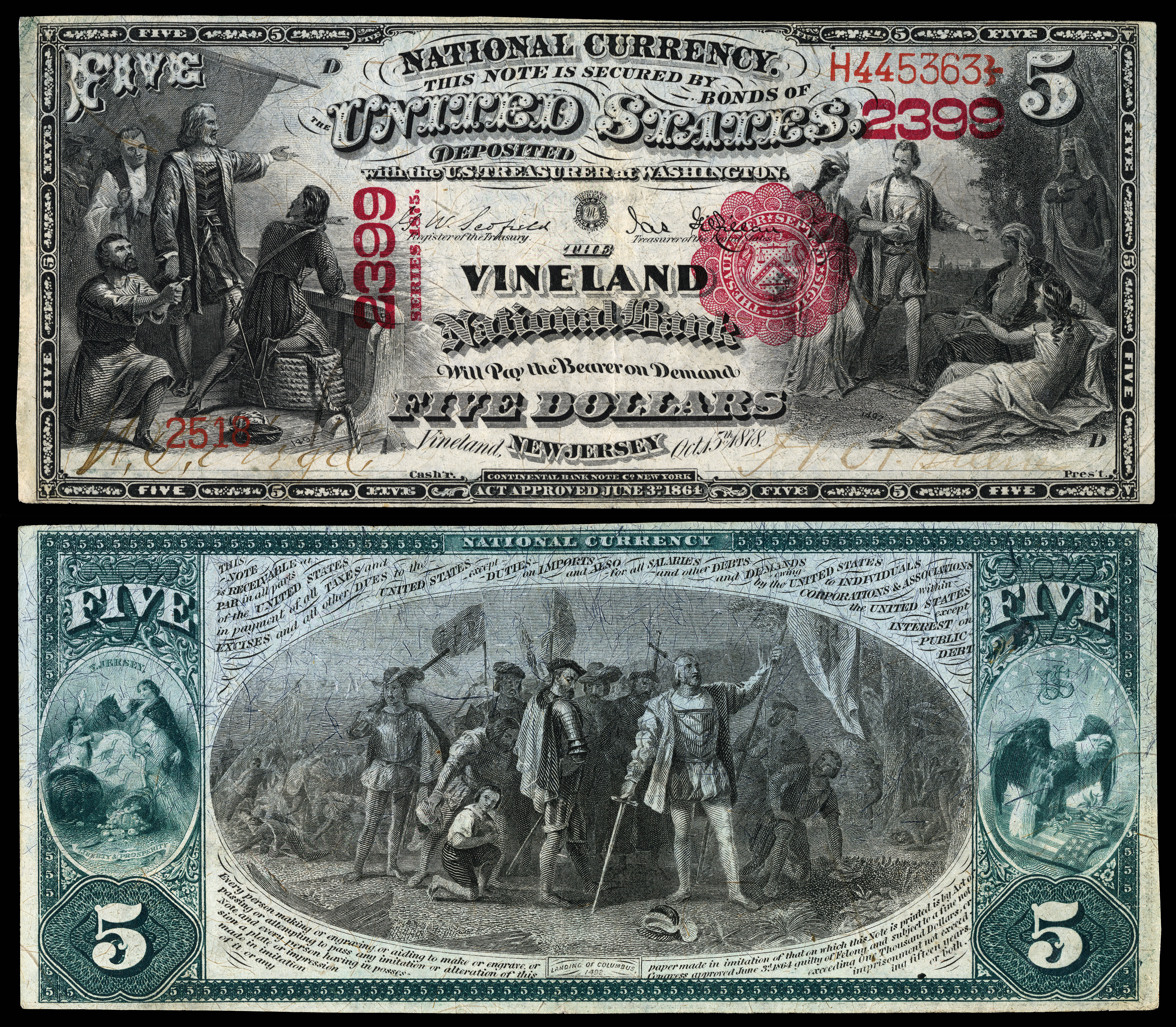
5 dolláros bankjegy az 1875-ös sorozatból, a The Vineland National Bank, New Jersey (Charter 2399) 1878-as kibocsátása, kartaszámmal ellátva.
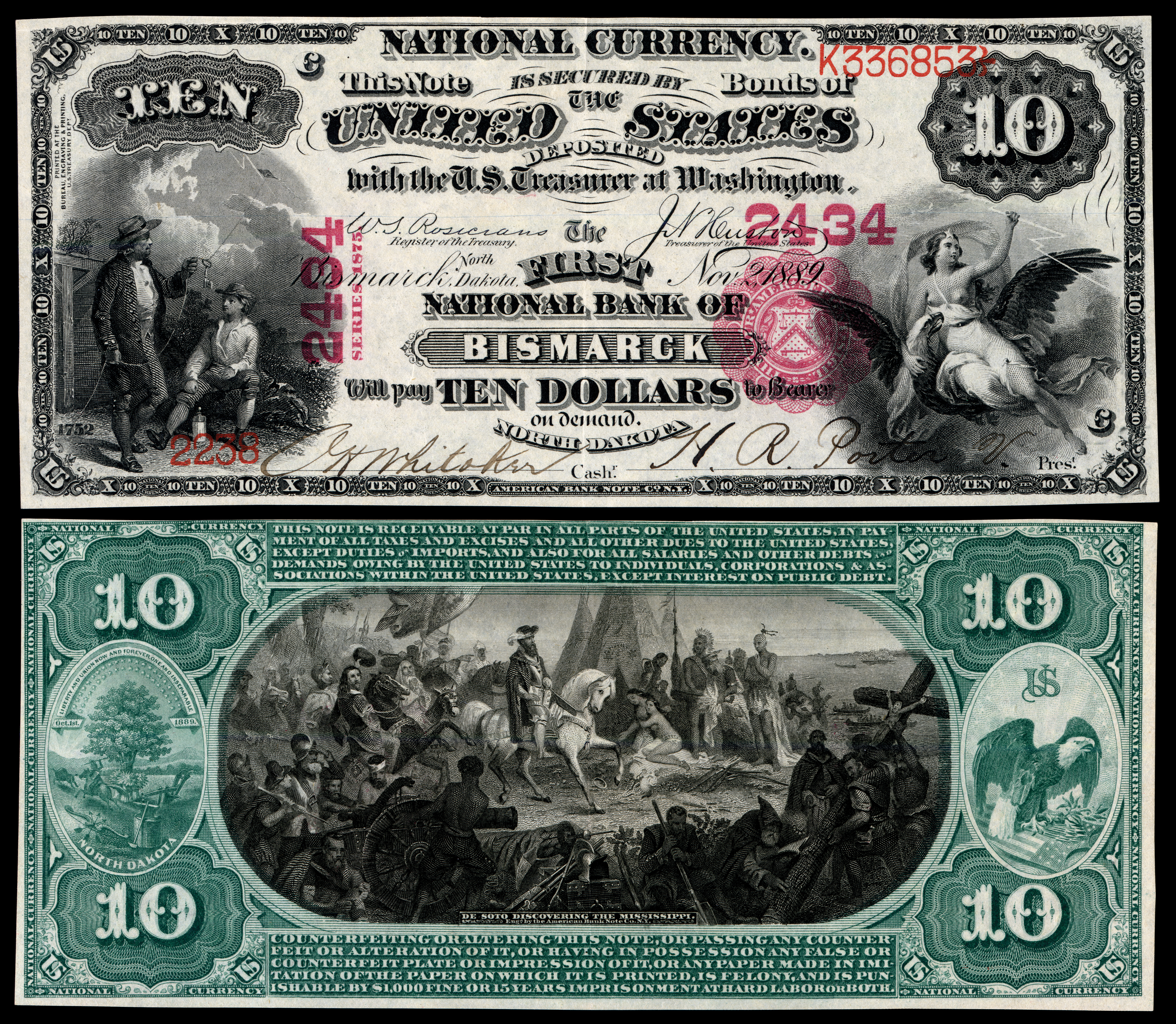
10 dolláros bankjegy az 1875-ös sorozatból, a The First National Bank of Bismarck, North Dakota (Charter 2434) 1889-es kibocsátása, kartaszámmal ellátva.
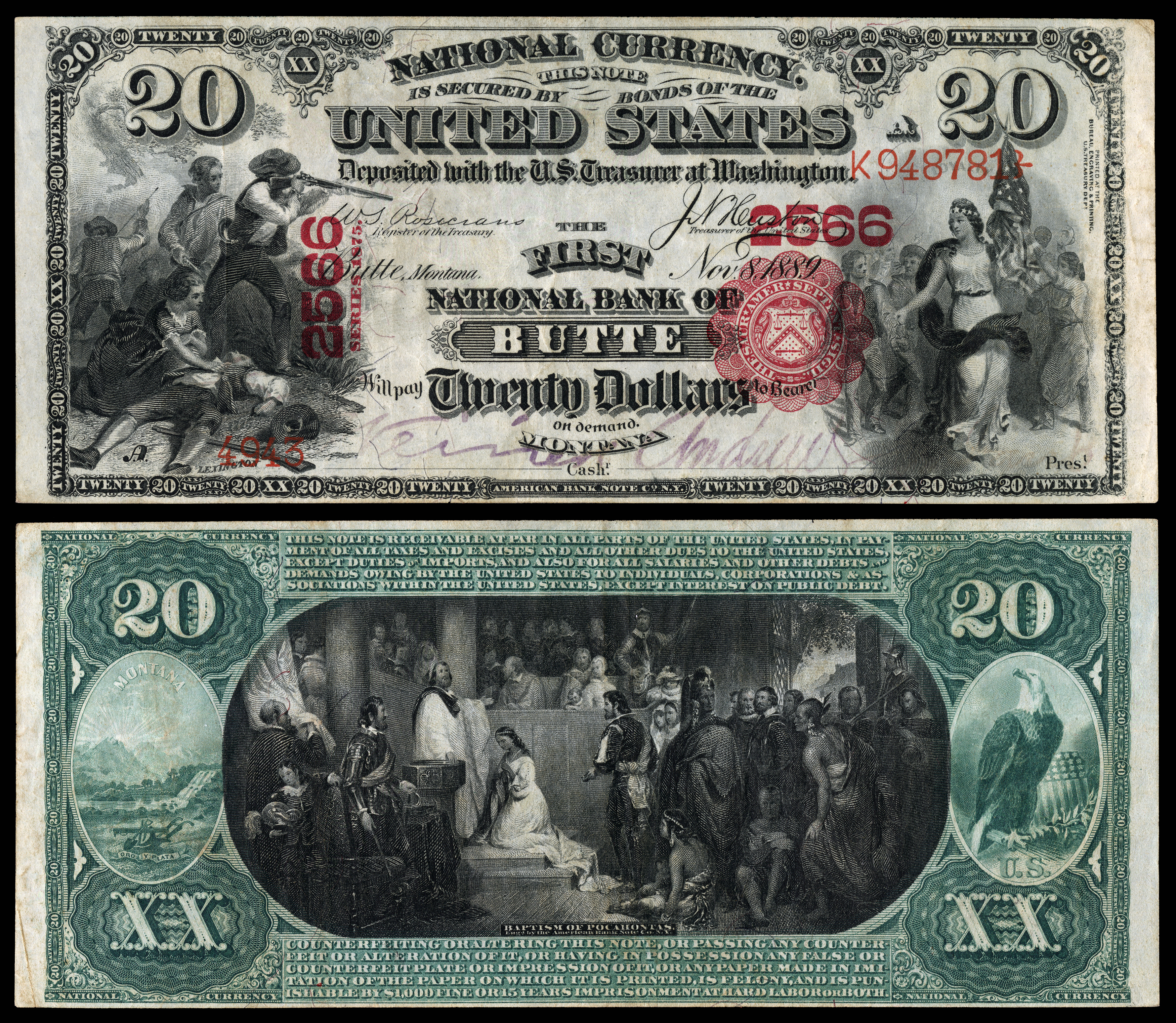
20 dolláros bankjegy az 1875-ös sorozatból, a The First National Bank of Butte, Montana (Charter 2566) 1889-es kibocsátása, kartaszámmal ellátva.
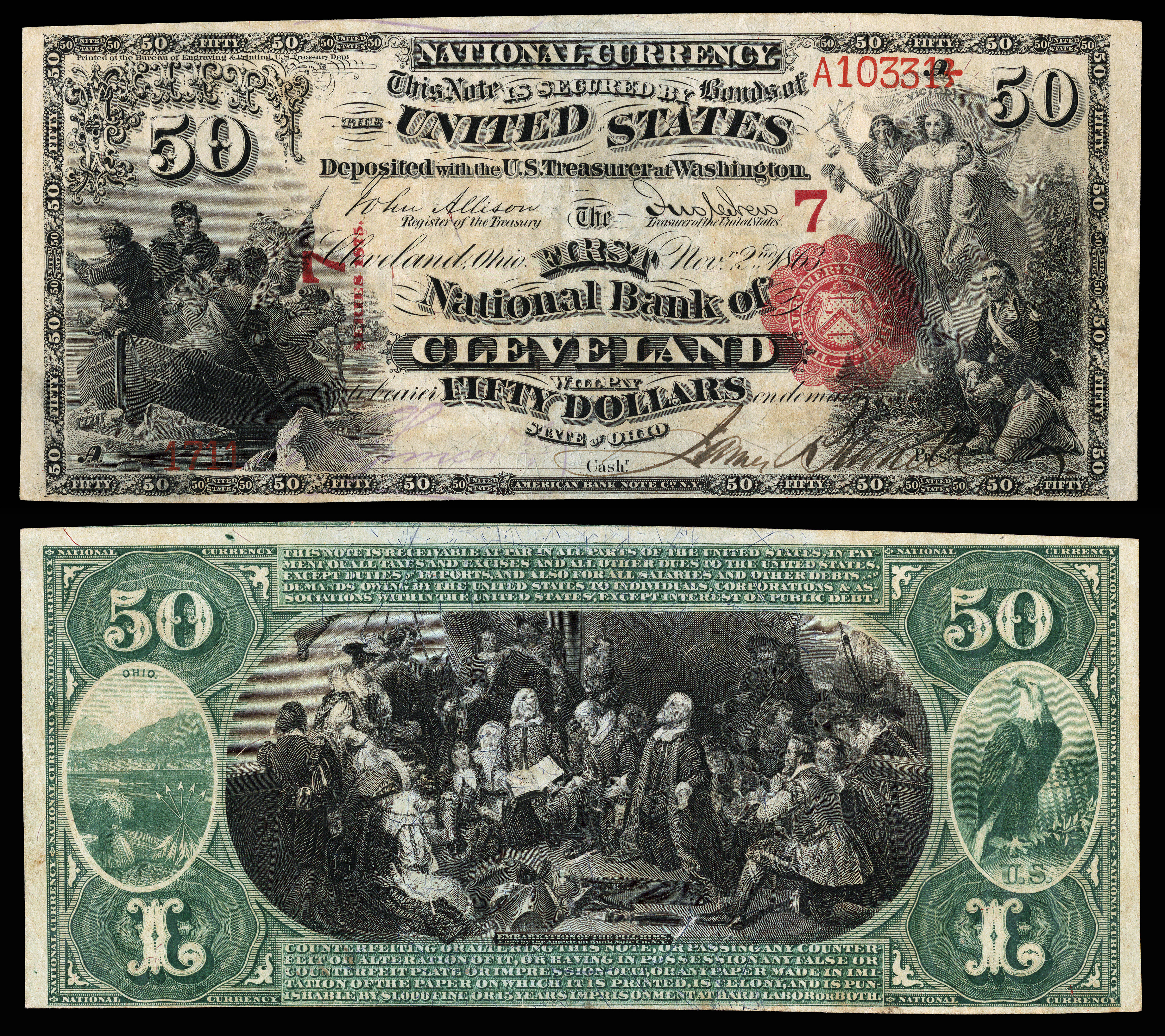
50 dolláros bankjegy az 1875-ös sorozatból, a The First National Bank of Cleveland, Ohio (Charter 7) 1863-as rögzített évszámmal, és kartaszámmal ellátva.
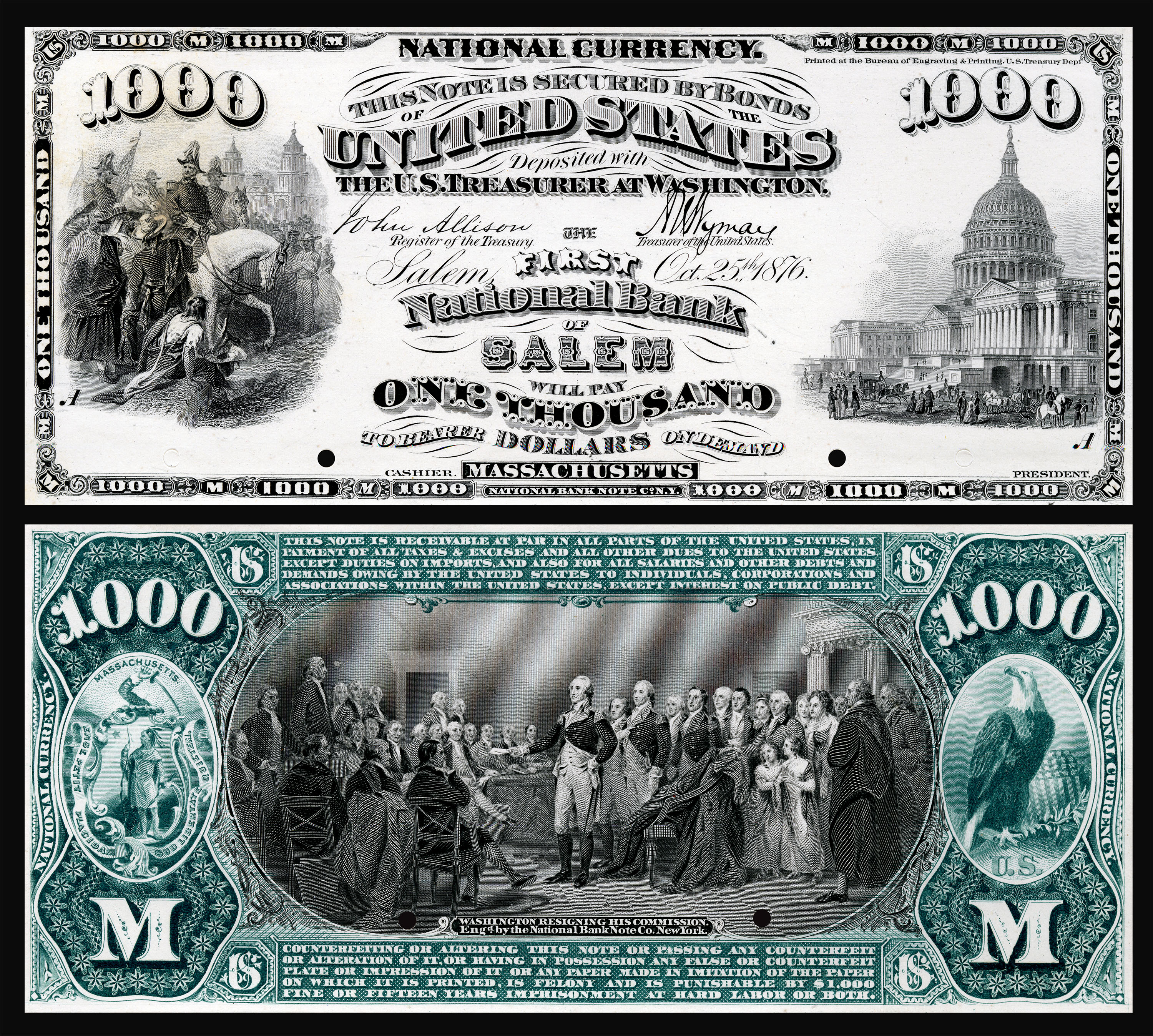
1000 dolláros bankjegy mintapéldánya az 1875-ös sorozatból, a 'The First National Bank of Salem, Massachusetts (Charter 407) 1876-os kibocsátása.

#### Második karta (Second Charter)
A második karta (Second Carther) bankjegyei eredetileg 1882. július 12. és 1902. április 11. között kerültek volna kibocsátásra, de 1902-ben 20 évvel, 1922-ig meghosszabbították ezt az időszakot. A második karta bankjegyeit párhuzamosan bocsátották ki 1882 és 1902 között az első karta 1863 és 1902 között kibocsátott bankjegyeivel. A második karta $5, $10, $20, $50 és $100 dolláros címleteket tartalmazott. Még a többi címlet előoldala változatlan maradt az első karta (First Charter) bankjegyeihez képest, addig az $5 címlet teljesen új előoldalt kapott, a merénylet áldozatául esett James A. Garfield (1831-1881) elnök portréjával. Hátoldaluknak három változata ismert: 1.) barna hátoldal (Brown Back), 2.) évszámos hátoldal (Date Back) és 3.) értékjelzéses hátoldal (Value Back)
| Címlet | Egységes előoldal                                                                                         | Barna hátoldal (Brown Back)                                                  | Évszámos hátoldal (Date Back)     | Értékjelzéses hátoldal (Value Back)              |
| ------ | --- | ---------------------------------------------------------------------------- | --------------------------------- | ------------------------------------------------ |
| $5     | James A. Garfield                                                                                         | Barna keretben a kibocsátó nemzeti bank kék guilloché-ba foglalt kartaszáma. | Zöld keretben "1882-1908" évszám. | Zöld keretben "FIVE DOLLARS" értékjelzés.        |
| $10    | Balra Benjamin Franklin elektromossági kísérlete, jobbra nőalak sasháton.                                 | Barna keretben a kibocsátó nemzeti bank kék guilloché-ba foglalt kartaszáma. | Zöld keretben "1882-1908" évszám. | Zöld keretben "TEN DOLLARS" értékjelzés.         |
| $20    | Balra a lexingtoni csata (1775), jobbra nőalak ("Columbia")                                               | Barna keretben a kibocsátó nemzeti bank kék guilloché-ba foglalt kartaszáma. | Zöld keretben "1882-1908" évszám. | Zöld keretben "TWENTY DOLLARS" értékjelzés.      |
| $50    | Balra Washington átkel a Delaware folyón, jobbra Washington imája.                                        | Barna keretben a kibocsátó nemzeti bank kék guilloché-ba foglalt kartaszáma. | Zöld keretben "1882-1908" évszám. | Zöld keretben "FIFTY DOLLARS" értékjelzés.       |
| $100   | Oliver H. Perry és hajója, a USS Lawrence az 1813-as Erie-tavon vívott csatában, jobbra nőalak és fasces. | Barna keretben a kibocsátó nemzeti bank kék guilloché-ba foglalt kartaszáma. | Zöld keretben "1882-1908" évszám. | Zöld keretben "ONE HUNDRED DOLLARS" értékjelzés. |

##### Barna hátoldal (Brown Back) 1882-1908
A második karta (Second Charter) barna hátoldalú (Brown Back) bankjegyeit az 1882 és 1908 közötti időszakban bocsátották ki, nevüket az első karta (First Charter) zöld hátoldalú bankjegyeitől eltérő, barna alapszínű hátoldalukról kapták, amelyen a dekoratív történelmi ábrázolásokat a kibocsátó nemzeti bank nagyméretű, kék guilloché-ba foglalt kartaszáma váltotta. Előoldalukon a kincstári címer (US Treasury Seal), a bank kartaszáma és a sorozatszámok szintén barna színűek voltak, ritkábban kék sorozatszámok is előfordulnak.

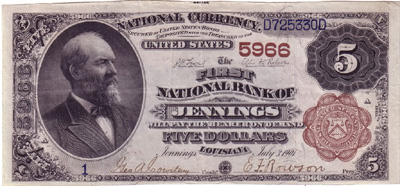
5 dolláros bankjegy az 1882-es sorozat barna hátoldalas (Brown Back) változatából, a The First National Bank of Jennings, Louisiana (Charter 5966) 1901-es kibocsátása.
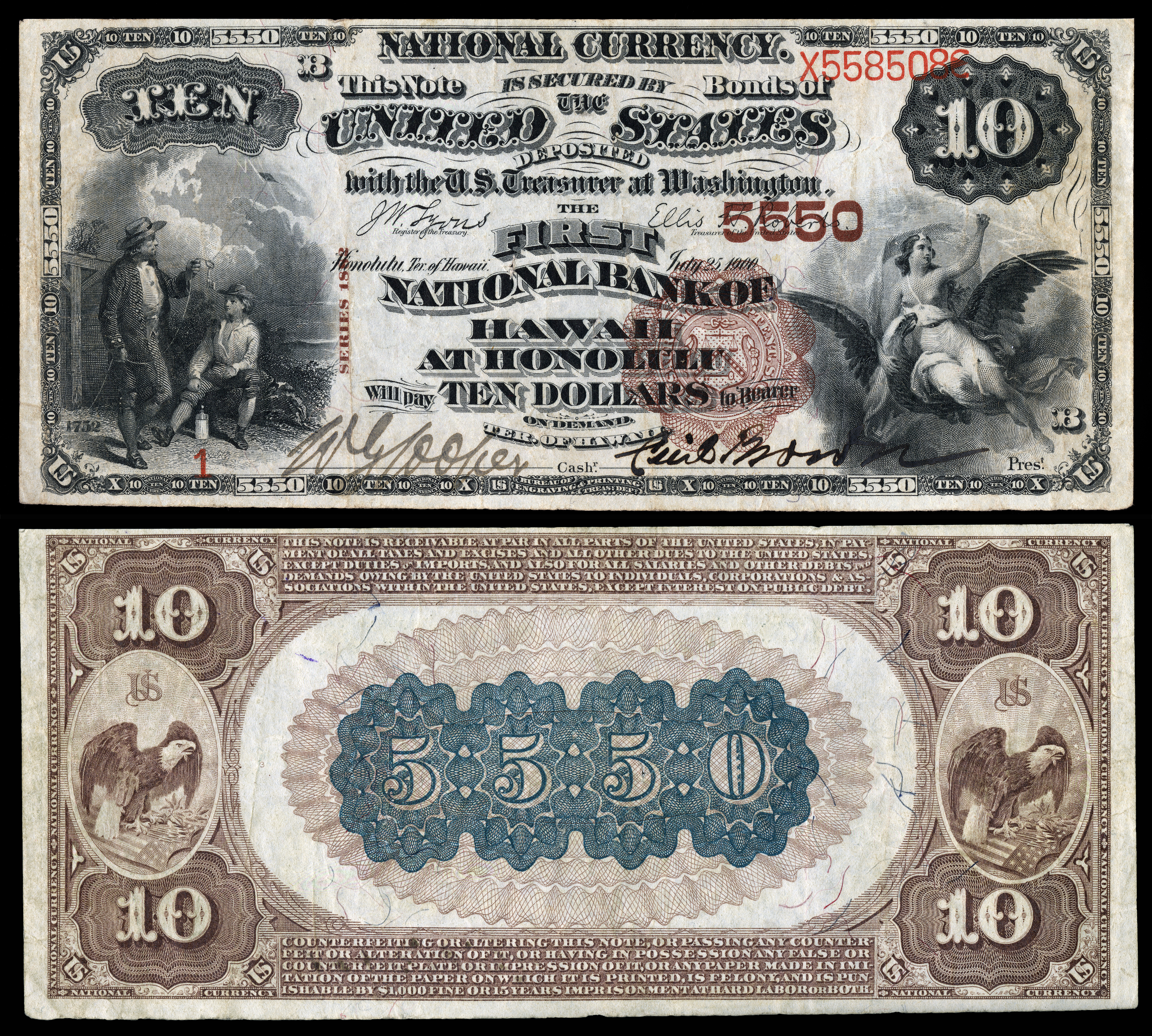
10 dolláros bankjegy az 1882-es sorozat barna hátoldalas (Brown Back) változatából, a The First National Bank of Hawaii at Honolulu (Charter 5550) 1900-as kibocsátása.
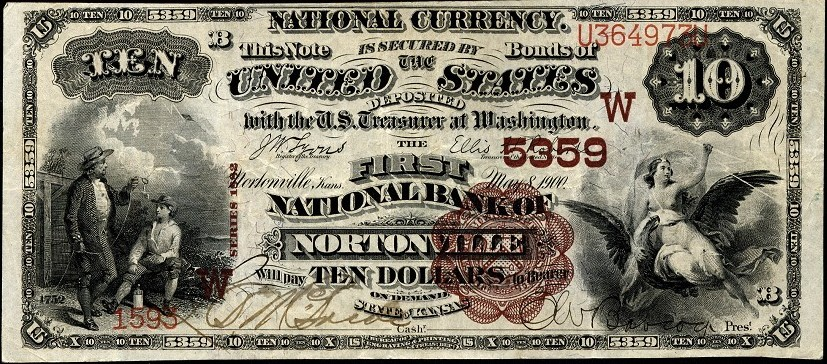
10 dolláros bankjegy az 1882-es sorozat barna hátoldalas (Brown Back) változatából, a The First National Bank of Nortonville, Kansas (Charter 5359) 1900-as kibocsátásának előoldala.
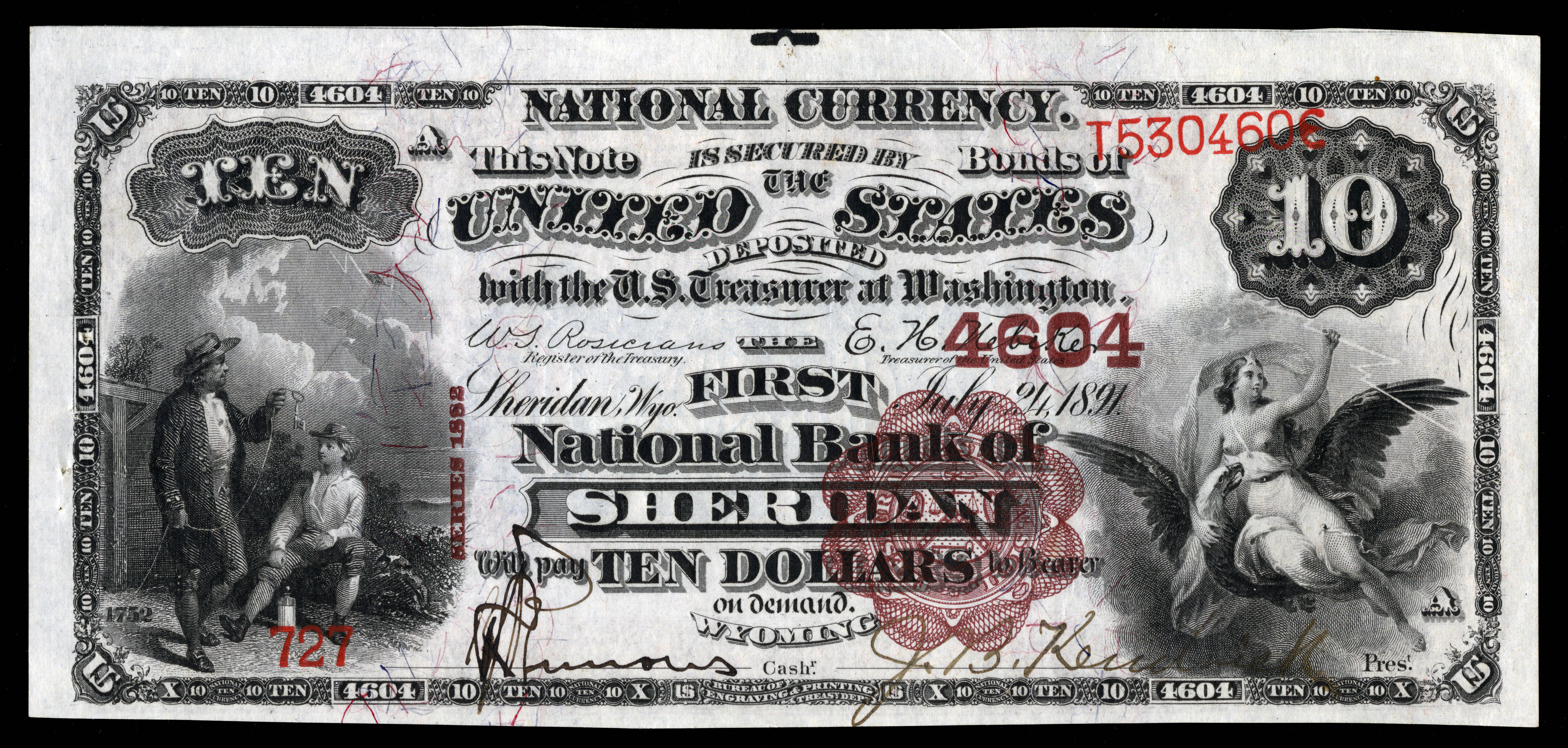
10 dolláros bankjegy az 1882-es sorozat barna hátoldalas (Brown Back) változatából, a The First National Bank of Sheridan, Wyoming (Charter 4604) 1891-es kibocsátásának előoldala.
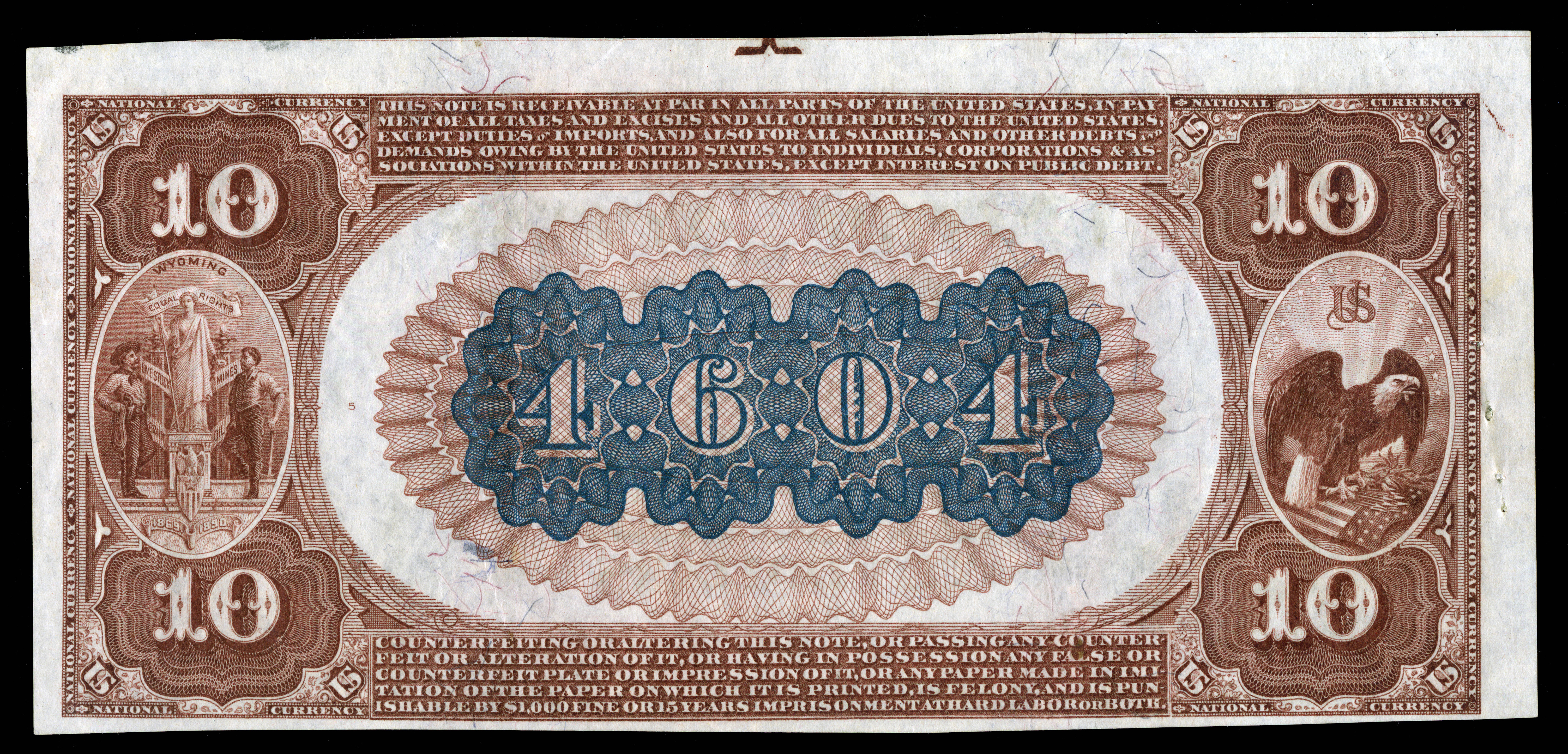
10 dolláros bankjegy az 1882-es sorozat barna hátoldalas (Brown Back) változatából, a The First National Bank of Sheridan, Wyoming (Charter 4604) 1891-es kibocsátásának hátoldala.

##### Évszámos hátoldal (Date Back) 1908-1916/1922
A második karta (Second Charter) évszámos hátoldalú (Date Back) bankjegyeit 1908-tól bocsátották ki, az ̩$5, $10, $20 címletek 1916-ig, az $50 és $100 címleteik 1922-ig kerültek forgalomba. A jogi alapot az 1907-es pénzügyi pánikra válaszul hozott törvény (Aldrich-Vreeland Act) adta. Ez a törvény lehetővé tette, hogy minimum 10 nemzeti bank, amelyek együttes alaptőkéje meghaladta az 50 000 000 dollárt, önkéntes társulásokat hozzon létre (National Currency Associations), ezek az Egyesült Államok Kincstáránál (US Treasury) letétbe helyezett rövid lejáratú államkötvények ellenében, ezen kötvények értékének 75 % -áig bocsáthattak ki bankjegyeket. Ritkább szükségváltozatnak számítanak. Változatlan előoldalukon a kincstári pecsét (Treasury Seal), a bank kartaszáma és a sorozatszámok kék színűek lettek, hátoldaluk visszatért a hagyományos zöld színhez. Nevüket a hátoldalukon, középen látható "1882-1908" évszámról kapták. A hátoldal további változásaː az ̩$5 címlet esetében a hátoldali dekoratív keret baloldalán George Washington portréja váltotta a szövetségi állami címereket, jobboldalán pedig a Capitolium a fehérfejű rétisast, az $10 címlet esetében William Pitt Fessenden portréja váltotta a szövetségi állami címereket, jobboldalán pedig az ipart szimbolizáló allegorikus férfialak a fehérfejű rétisast. Az $20 címletnél a hátoldali dekoratív keret baloldalára a korábbi kibocsátásokon a jobboldalon látható, kiterjesztett szárnyú fehérfejű rétisas került, még a keret jobboldalán, korábban csak az $50, $100 címleteken szereplő, összezárt szárnyú fehérfejű rétisas ábrázolása kapott helyet. Az $50 címletnél a hátoldali dekoratív keret bal- és jobboldalára is az Egyesült Államok címere került, az $100 címlet esetében a dekoratív keret két oldalán két különböző fehérfejű rétisas ábrázolást használtak. Nevüket az itt látható "1882-1908" évszámokról kapták, melyek felváltották a nagyméretű nemzeti banki kartaszámot.

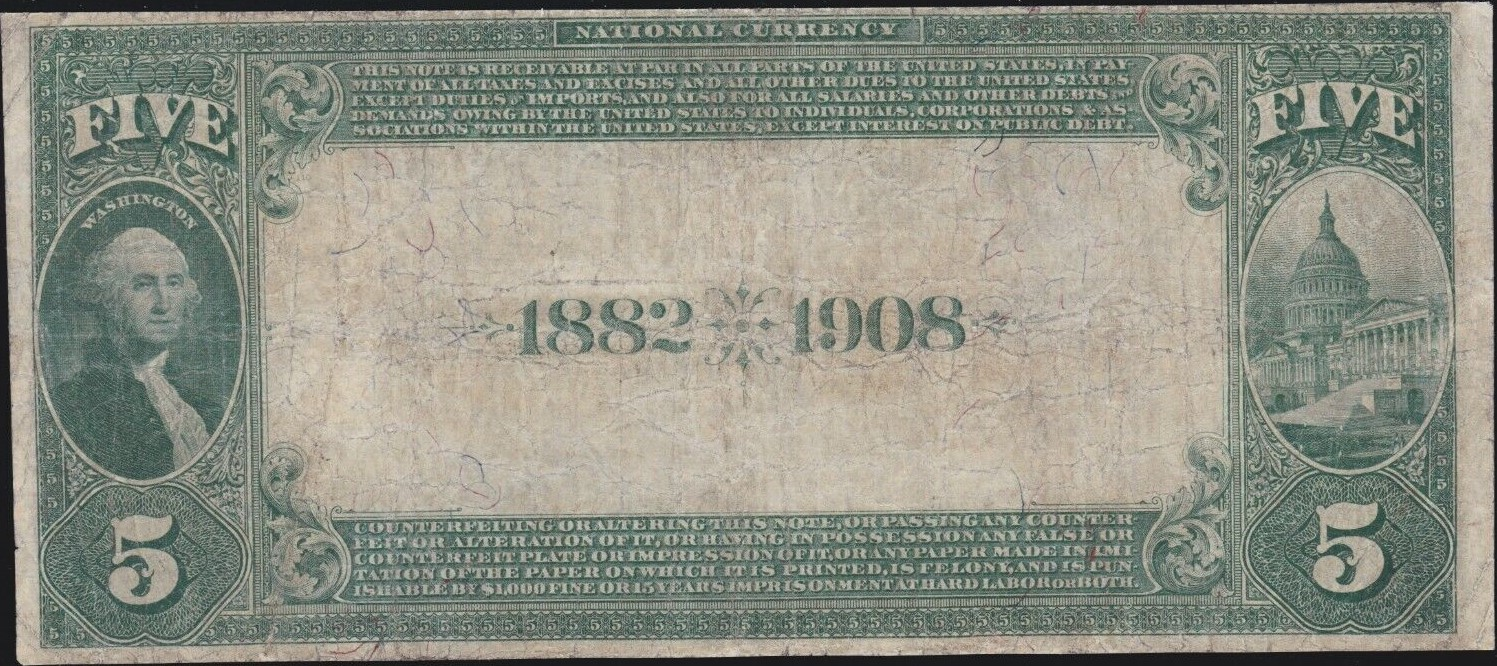
5 dolláros bankjegy hátoldala a második karta (Second Charter) évszámos hátoldalú (Date Back) típusából, nevüket a hátoldalukon, középen látható "1882-1908" évszámról kapták.

##### Értékjelzéses hátoldal (Value Back) 1916-1922
A második karta (Second Charter) értékjelzéses hátoldal (Value Back) bankjegyeit 1916 és 1922 között bocsátották ki az Aldrich-Vreeland Act törvény 1915-ös lejárta miatt. Kifejezetten ritka, szükségváltozatnak számítanak. Kinézetük alapvetően megegyezett az évszámos (Date Back) változattal. Nevüket a hátoldalukon, középen, betűvel kiírt értékjelzésről kapták, amely felváltotta a második karta (Second Charter) évszámos hátoldalú (Date Back) bankjegyein látható "1882-1908" évszámot.

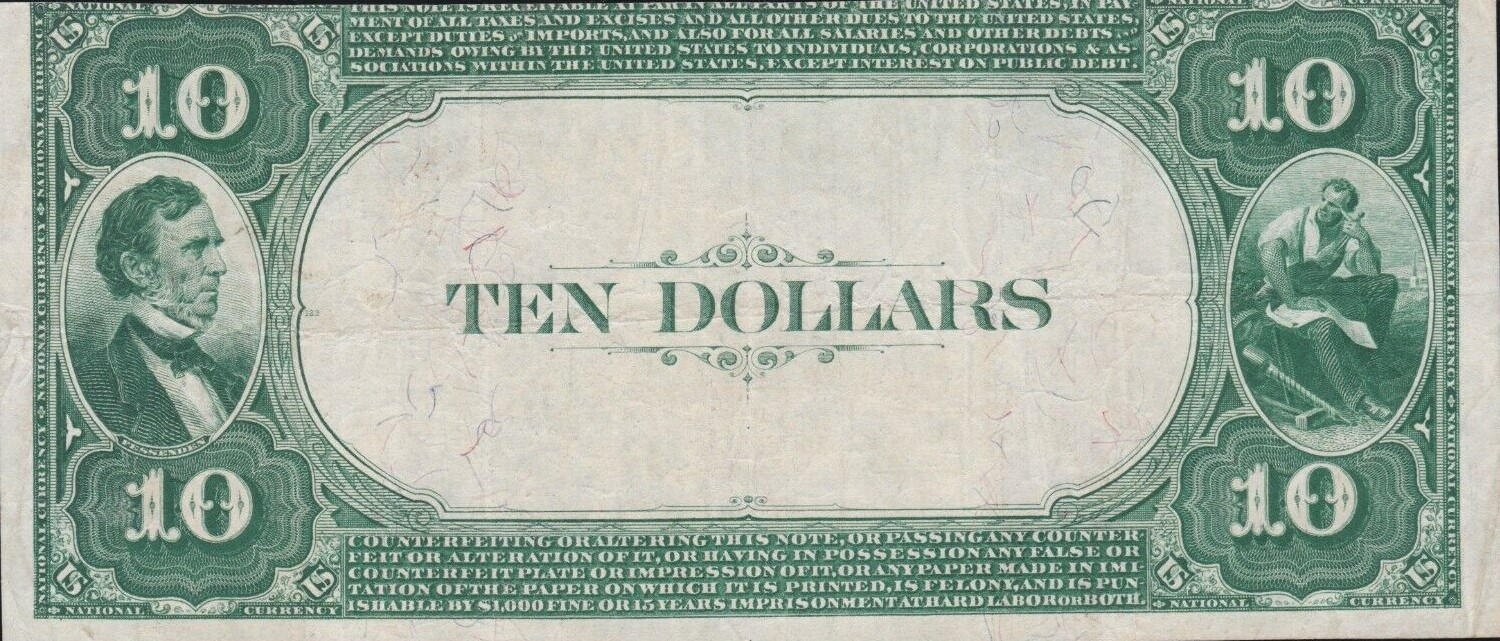
10 dolláros bankjegy hátoldala a második karta (Second Charter) értékjelzéses hátoldalú (Value Back) típusából, nevüket a hátoldalukon, középen, betűvel kiírt értékjelzésről kapták.

#### Harmadik karta (Third Charter)
A harmadik karta (Third Charter) teljesen új dizájnnal jelent meg, $5, $10, $20, $50 és $100 dolláros címleteket tartalmazott. az előoldalakon neves amerikaiak (Benjamin Harrison elnök, William McKinley elnök, Hugh McCulloch pénzügyminiszer, John Sherman szenátor, pénzügyminiszter, John J. Knox Jr. szövetségi pénzügyi főhivatalnok) portréi, a hátoldalakon pedig történelmi jelenetek, allegorikus alakok, épületek láthatóak. 1902-1924 között a bank kartaszáma (Charter Number) mellett egy nagyméretű betűjelzést alkalmaztak, amely megmutatta, hogy az adott bank melyik nemzeti banki kibocsátási körzethez tartozikː N – New England (Új-Anglia), E – Eastern (keleti), S – Southern (déli), M – Midwest (Középnyugat), W – Western (nyugati) és P – Pacific (Csendes-óceán partvidéke).
| Címlet | Előoldal          | Hátoldal |
| ------ | ----------------- | --- |
| $5     | Benjamin Harrison | A zarándokatyák partraszállása.                                                                                   |
| $10    | William McKinley  | Allegorikus nőalak (Panama) egy hadihajótól (USS Maine) és egy kereskedelmi hajótól övezve.                       |
| $20    | Hugh McCulloch    | Allegorikus nőalak, fasces, az Egyesült Államok Capitoliuma, az Egyesült Államok Kincstára (US Treasury)          |
| $50    | John Sherman      | Allegorikus férfialak (műszaki tudományok), allegorikus nőalak (navigáció), gőzmozdony.                           |
| $100   | John J. Knox Jr.  | Két allegorikus férfialak által közrefogott, kiterjesztett szárnyú fehérfejű rétisas, amerikai zászlóktól övezve. |

##### Piros kincstári címer (Red Seal) 1902-1908
A harmadik karta (Third Charter) bankjegyei közül az 1902-1908 között kibocsátott piros kincstári címeres (Red Seal) és piros sorozatszámos típus számít a legritkábbnak.

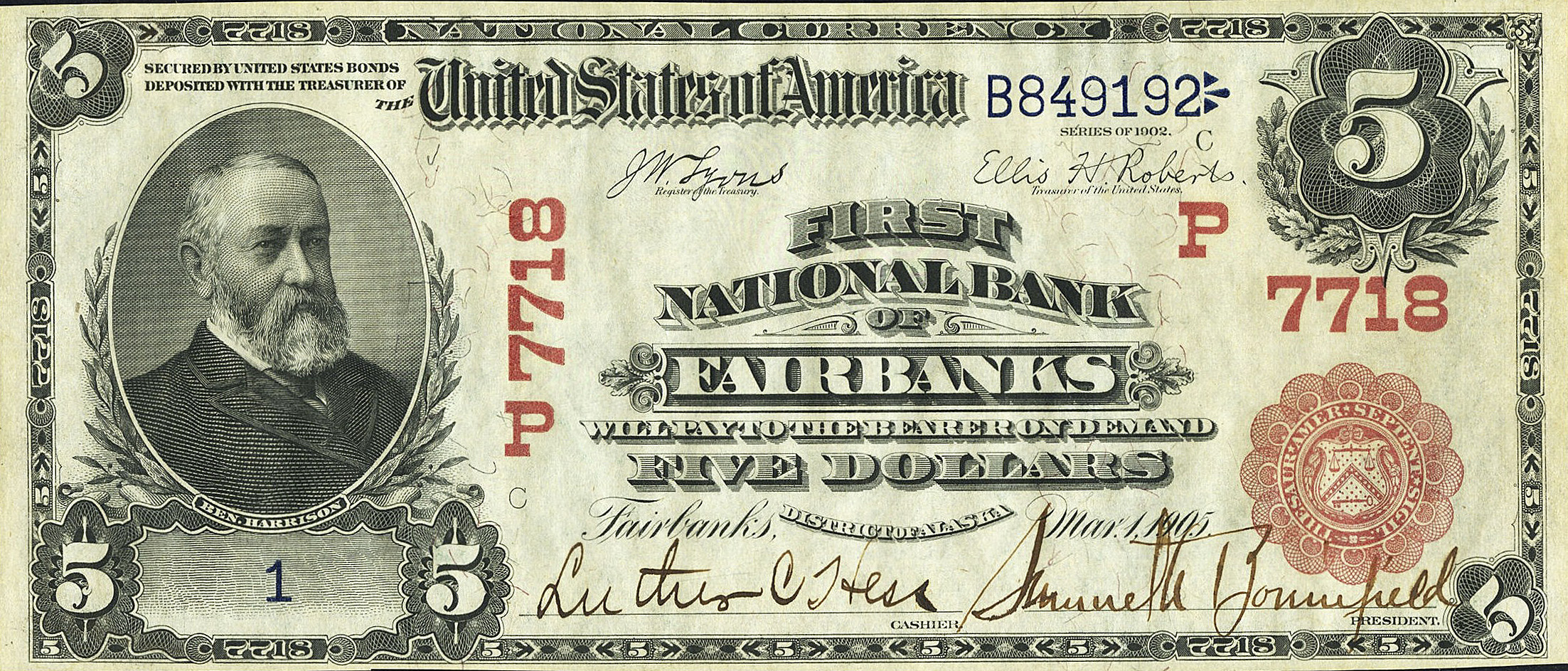
5 dolláros bankjegy az 1902-es sorozat piros kincstári címeres (Red Seal) változatából, First National Bank of Fairbanks, District of Alaska (Charter 7718) 1905-ös kibocsátása, előoldal.
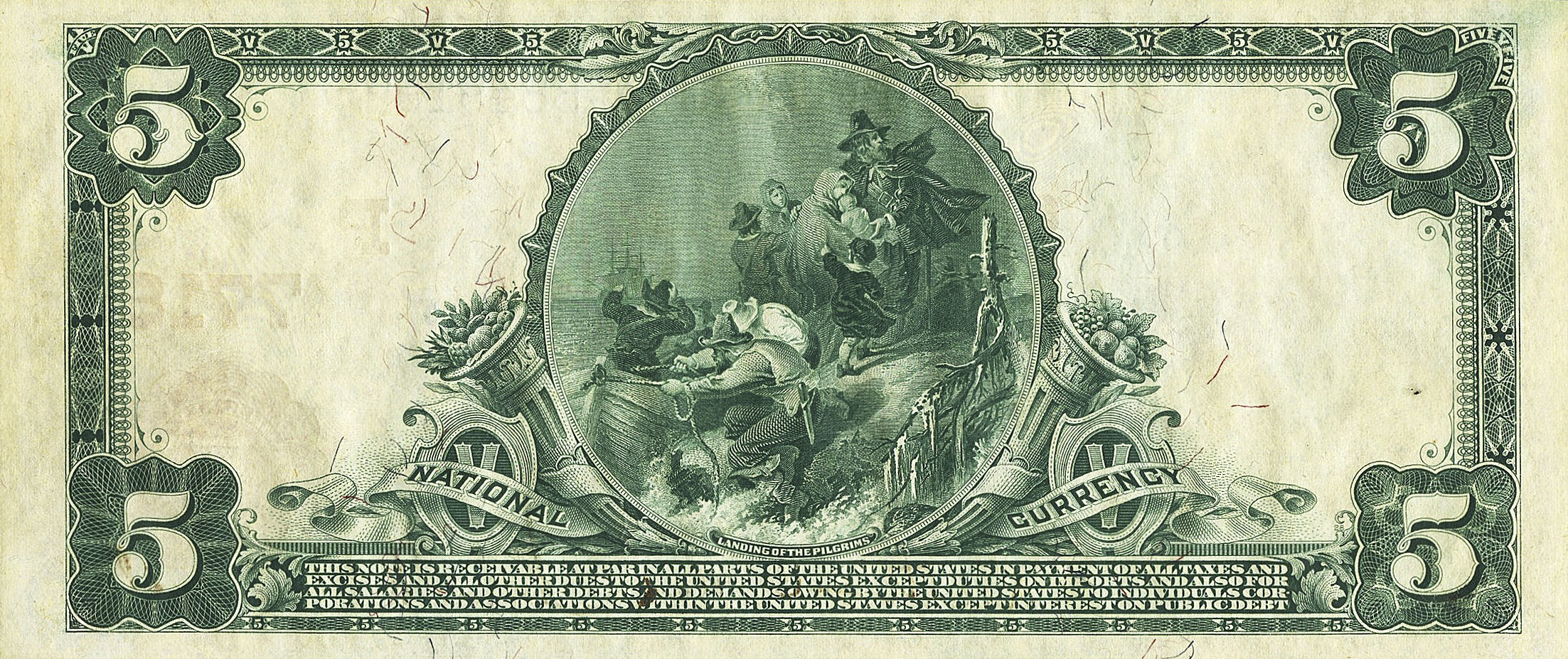
5 dolláros bankjegy az 1902-es sorozat piros kincstári címeres (Red Seal) változatából, First National Bank of Fairbanks, District of Alaska (Charter 7718) 1905-ös kibocsátása, hátoldal.
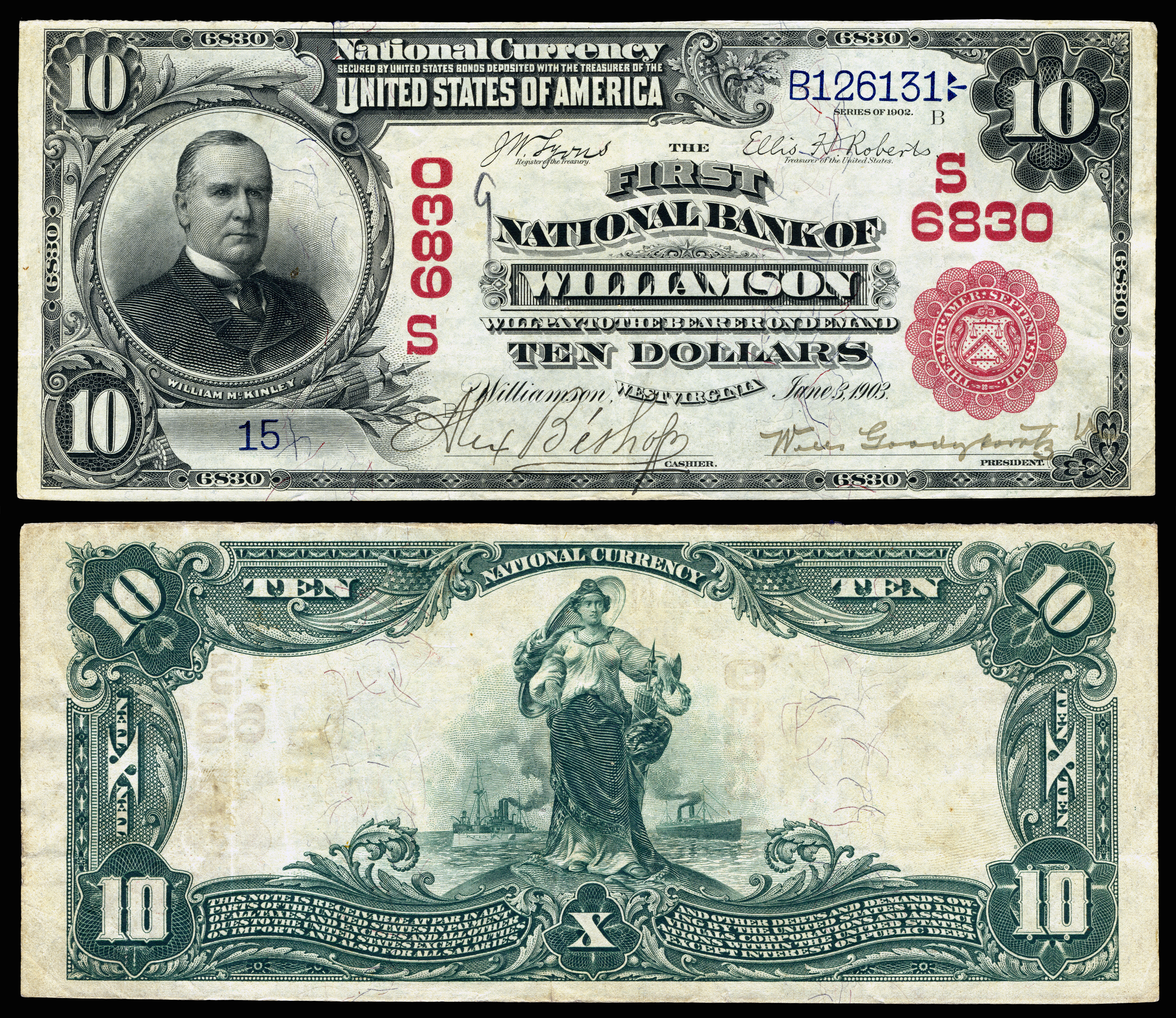
10 dolláros bankjegy az 1902-es sorozat piros kincstári címeres (Red Seal) változatából, The First National Bank of Williamson, West Virginia (Charter 6830) 1903-as kibocsátása.
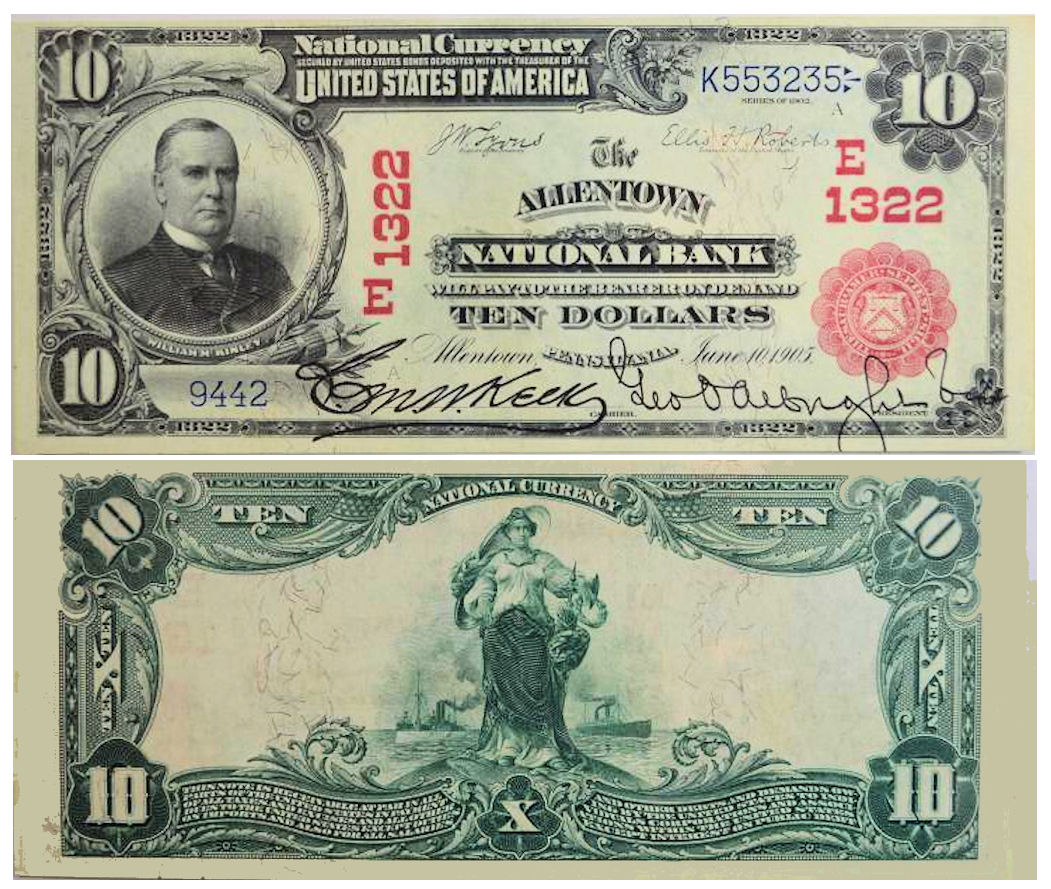
10 dolláros bankjegy az 1902-es sorozat piros kincstári címeres (Red Seal) változatából, The Allentown National Bank, Pennsylvania (Charter 1322) 1905-ös kibocsátása.
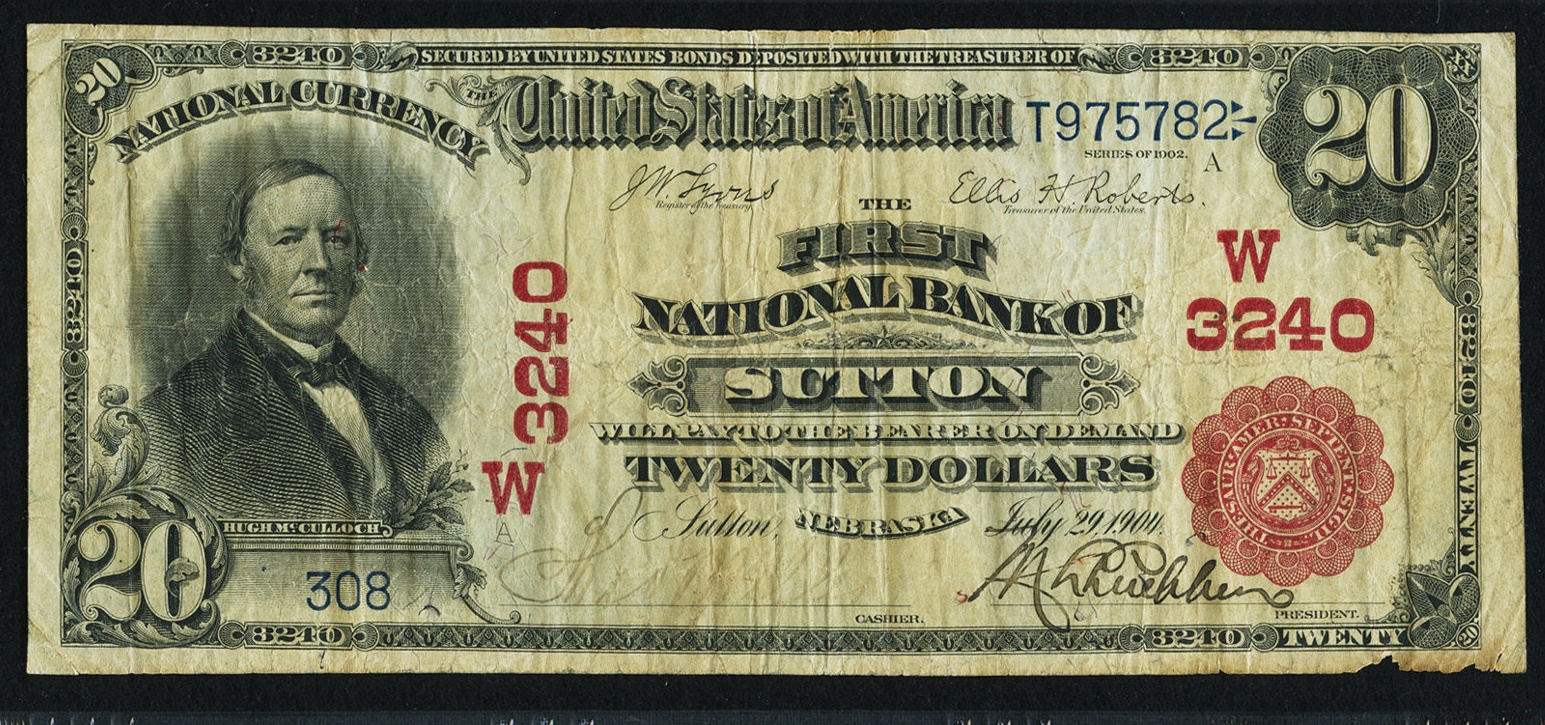
20 dolláros bankjegy az 1902-es sorozat piros kincstári címeres (Red Seal) változatából, The First National Bank of Sutton, Nebraska (Charter 3240) 1904-es kibocsátása.

##### Kék kincstári címer (Blue Seal), évszámos hátoldal (Date Back) 1908-1915/1926
A harmadik karta (Third Charter) évszámos hátoldalú (Date Back) bankjegyeit 1908-tól bocsátották ki, kék kincstári címerrel és kék sorozatszámokkal. Az ̩$5, $10, $20 dolláros címletek 1915-ig, az $50 és $100 dolláros címleteik 1926-ig kerültek forgalomba. Nevüket a hátoldalukon látható "1902-1908" évszámról kapták. A jogi alapot szintén az 1907-es pénzügyi pánikra válaszul hozott törvény (Aldrich-Vreeland Act) adta, mint a második karta (Second Charter) évszámos hátoldal (Date Back) kibocsátás esetében. Ez a törvény lehetővé tette, hogy minimum 10 nemzeti bank, amelyek együttes alaptőkéje meghaladta az 50 000 000 dollárt, önkéntes társulásokat hozzon létre (National Currency Associations), ezek az Egyesült Államok Kincstáránál (US Treasury) letétbe helyezett rövid lejáratú államkötvények ellenében, ezen kötvények értékének 75 % -áig bocsáthattak ki bankjegyeket. Ritkább szükségváltozatnak számítanak.

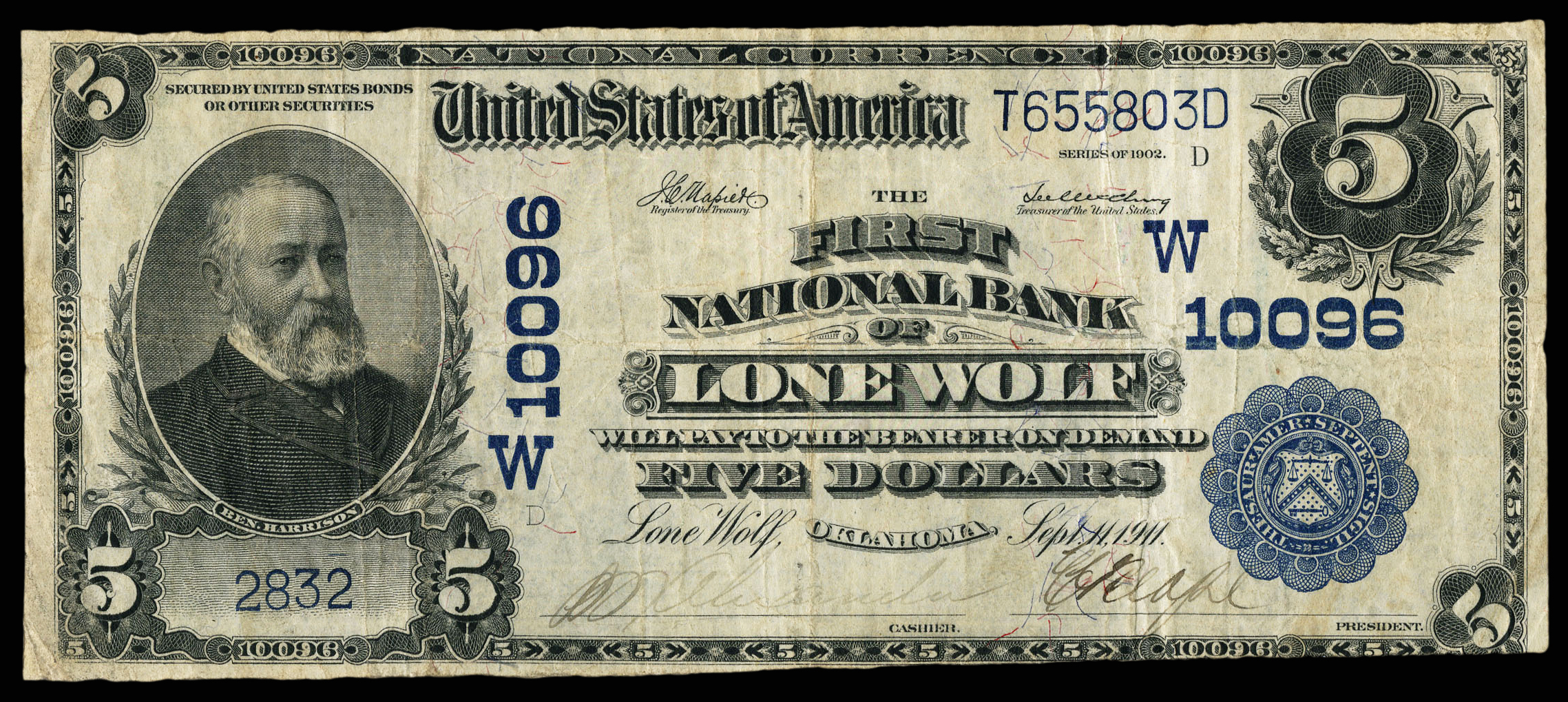
5 dolláros bankjegy az 1902-es sorozat kék kincstári címeres (Blue Seal), évszámos hátoldalú (Date Back) változatából, The First National Bank of Lone wolf, Oklahoma (Charter 10096) 1911-ess kibocsátása.
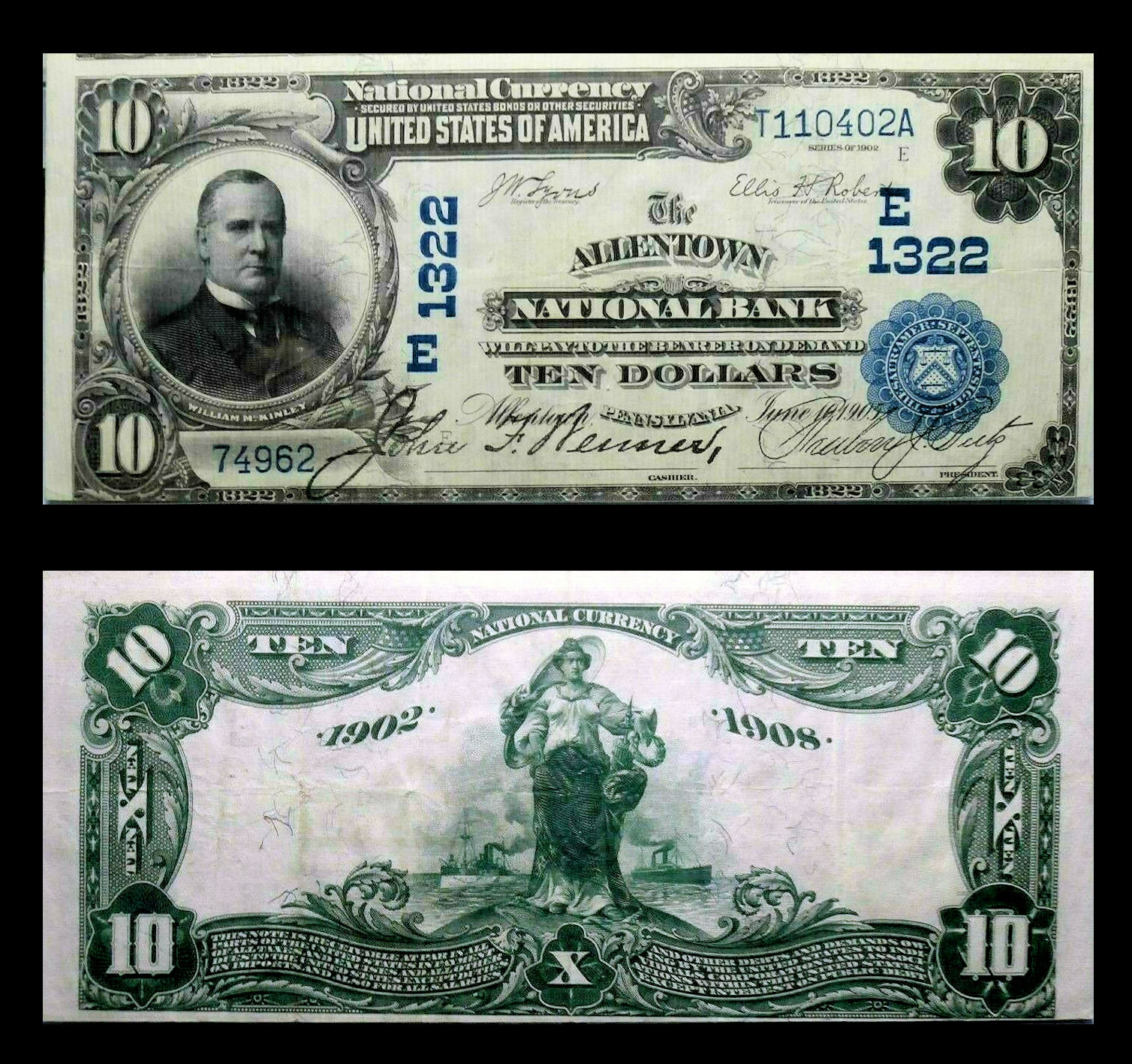
10 dolláros bankjegy az 1902-es sorozat kék kincstári címeres (Blue Seal), évszámos hátoldalú (Date Back) változatából, The Allentown National Bank, Pennsylvania (Charter 1322) 1905-ös kibocsátása.
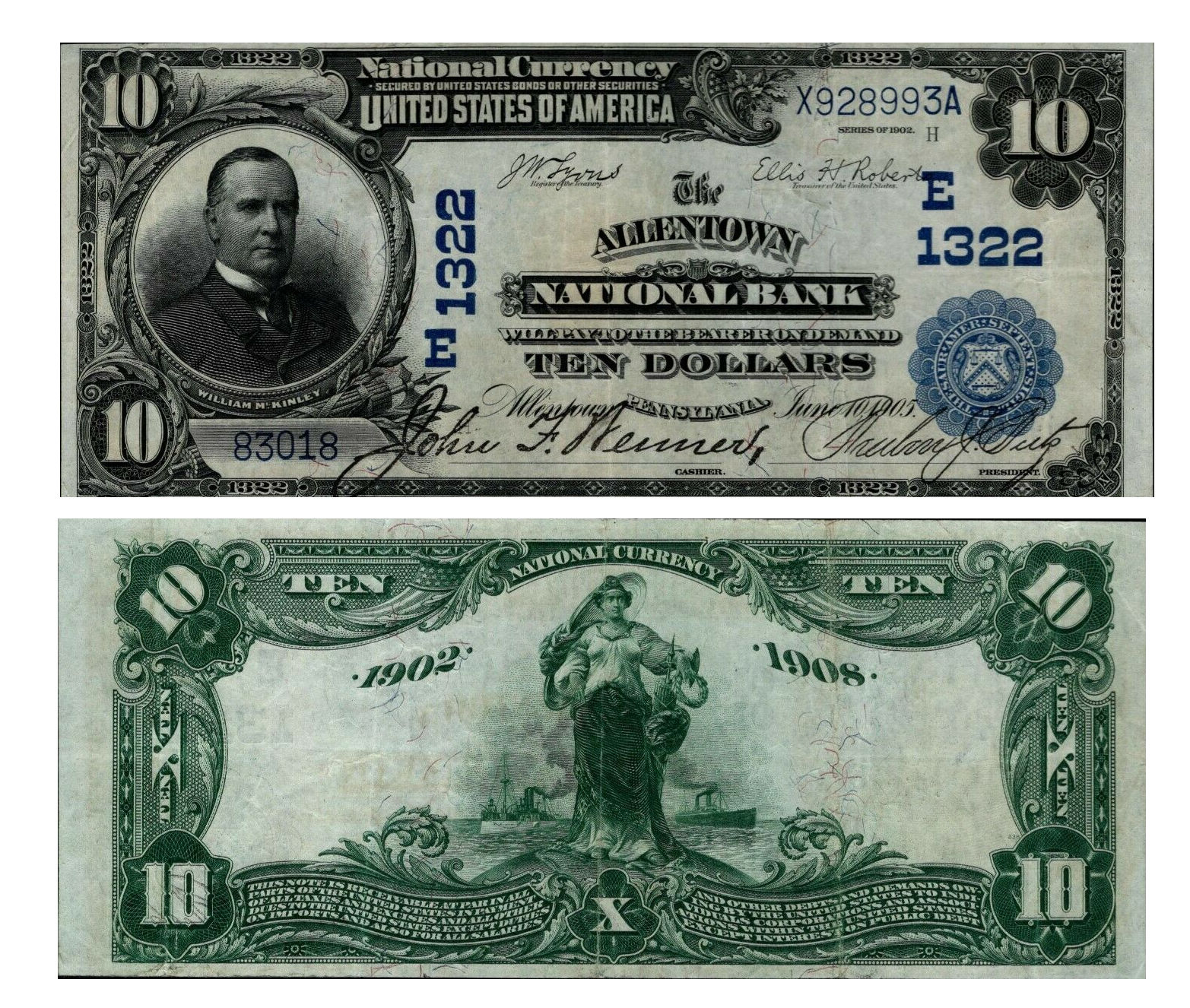
10 dolláros bankjegy az 1902-es sorozat kék kincstári címeres (Blue Seal), évszámos hátoldalú (Date Back) változatából, The Allentown National Bank, Pennsylvania (Charter 1322) 1905-ös kibocsátása.

##### Kék kincstári címer (Blue Seal), sima hátoldal (Plain Back) 1915-1929
A harmadik karta (Third Charter) leggyakoribb változata az úgynevezett sima hátoldal (Plain Back) változat, ez kék kincstári címerrel és kék sorozatszámokkal 1915 és 1929 között került kibocsátásra. Nevét onnan kapta, hogy a hátoldalán már nem volt látható az '1902-1908" évszám.

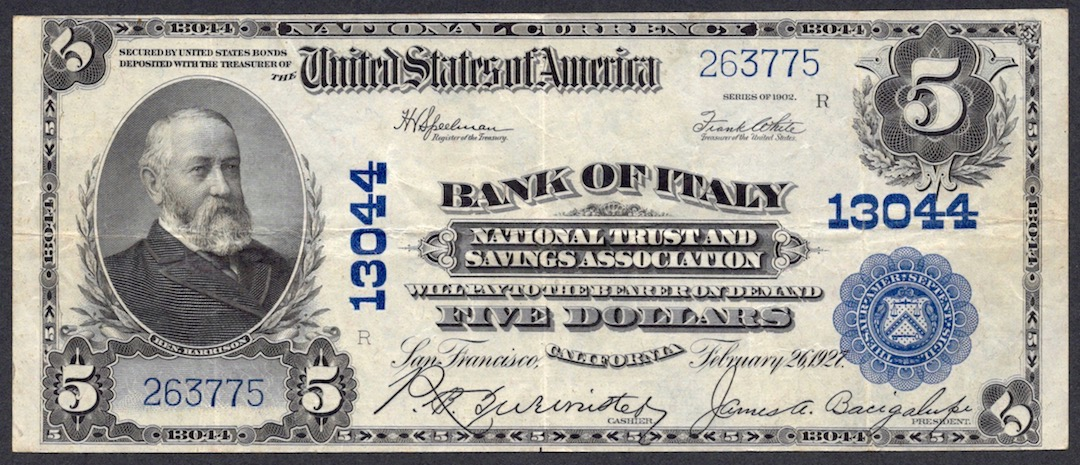
5 dolláros bankjegy az 1902-es sorozat kék kincstári címeres (Blue Seal), sima hátoldal (Plain Back) változatából, a Bank of Italy National Trust and Savings Association, California (Charter 13044) 1927-es kibocsátása.
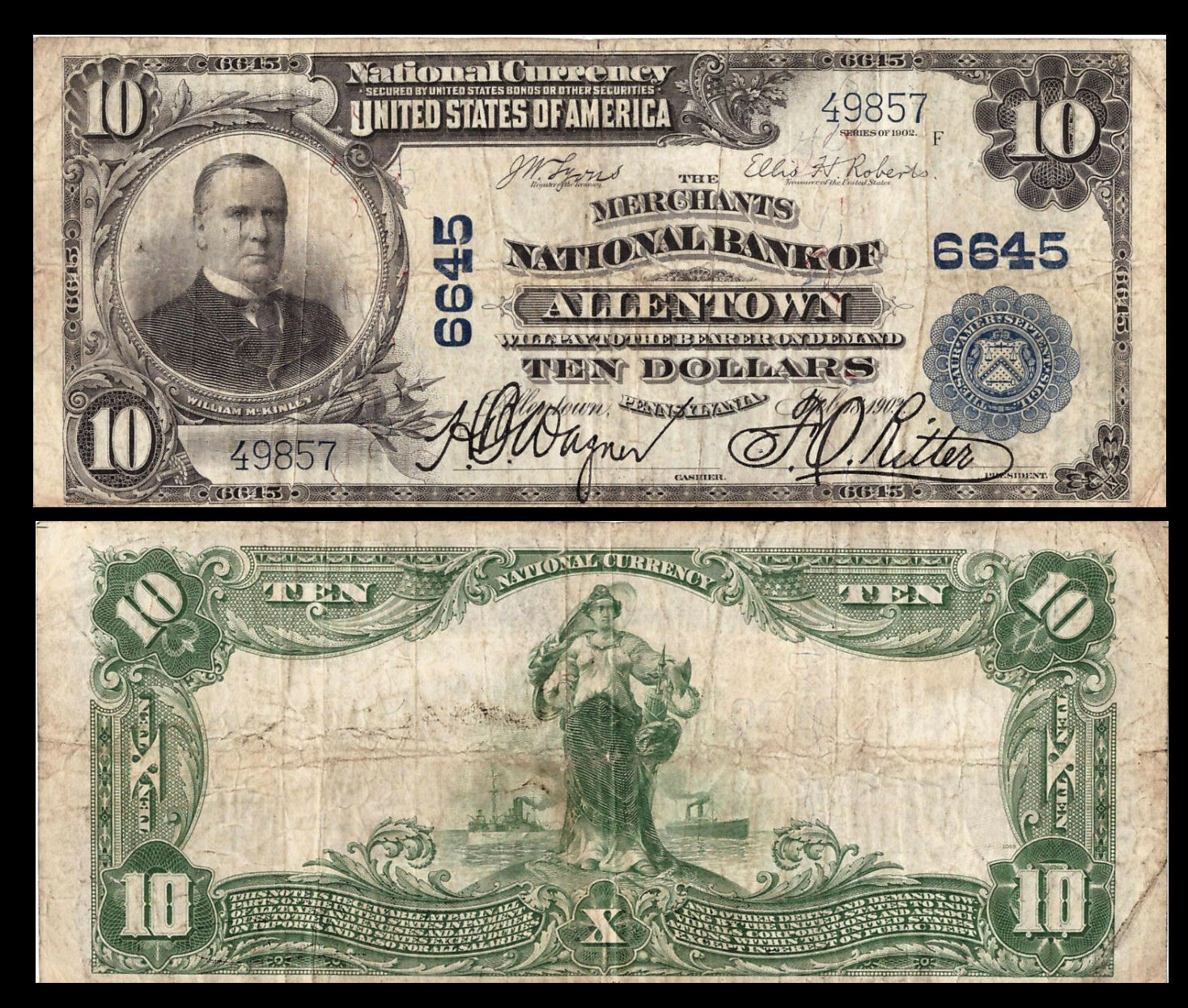
10 dolláros bankjegy az 1902-es sorozat kék kincstári címeres (Blue Seal), sima hátoldal (Plain Back) változatából, a Merchants National Bank of Allentown, Pennsylvania (Charter 6645) 1903-as kibocsátása.
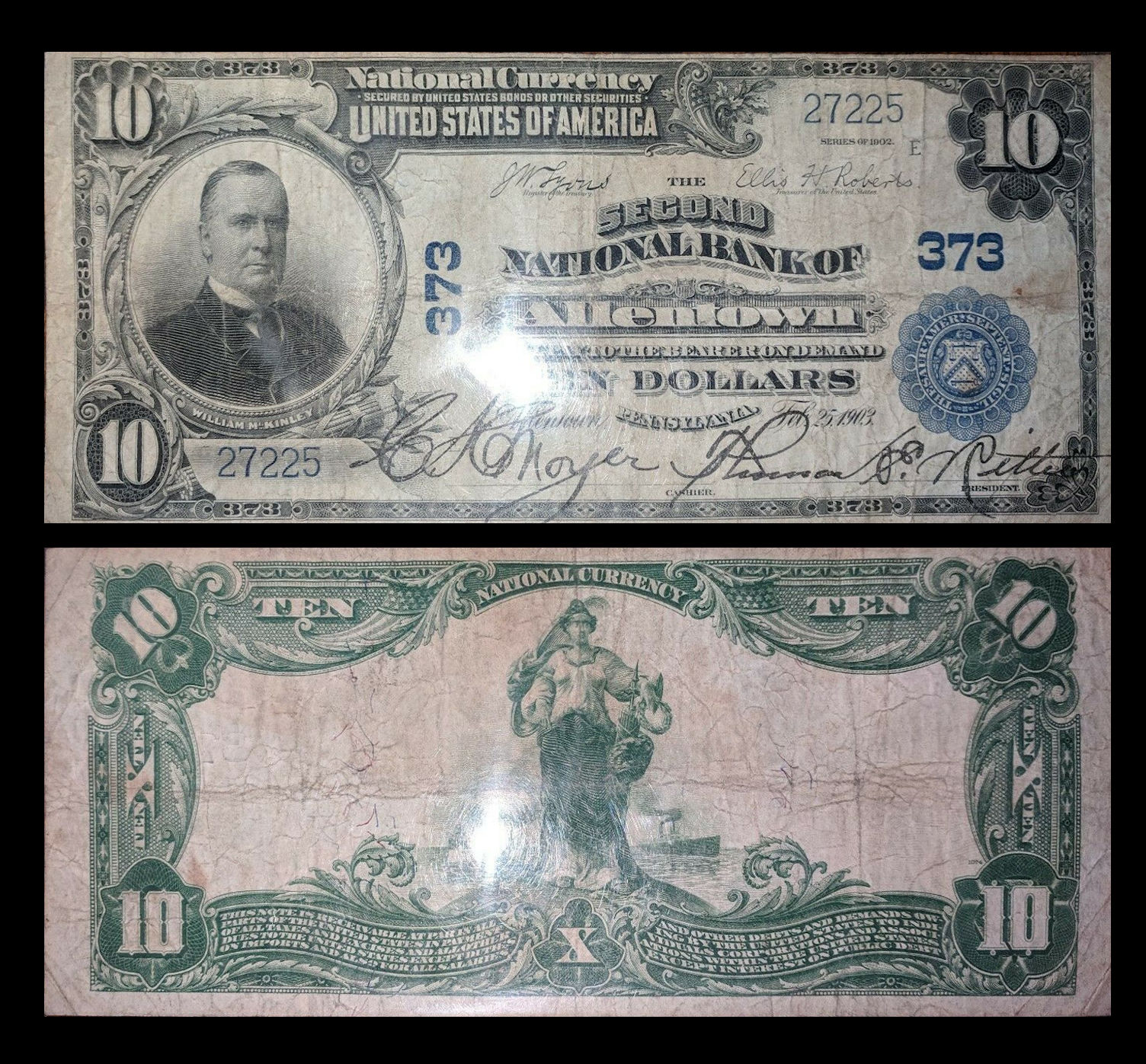
10 dolláros bankjegy az 1902-es sorozat kék kincstári címeres (Blue Seal), sima hátoldal (Plain Back) változatából, The Second National Bank of Allantown, Pennsylvania (Charter 373) 1903-as kibocsátása.
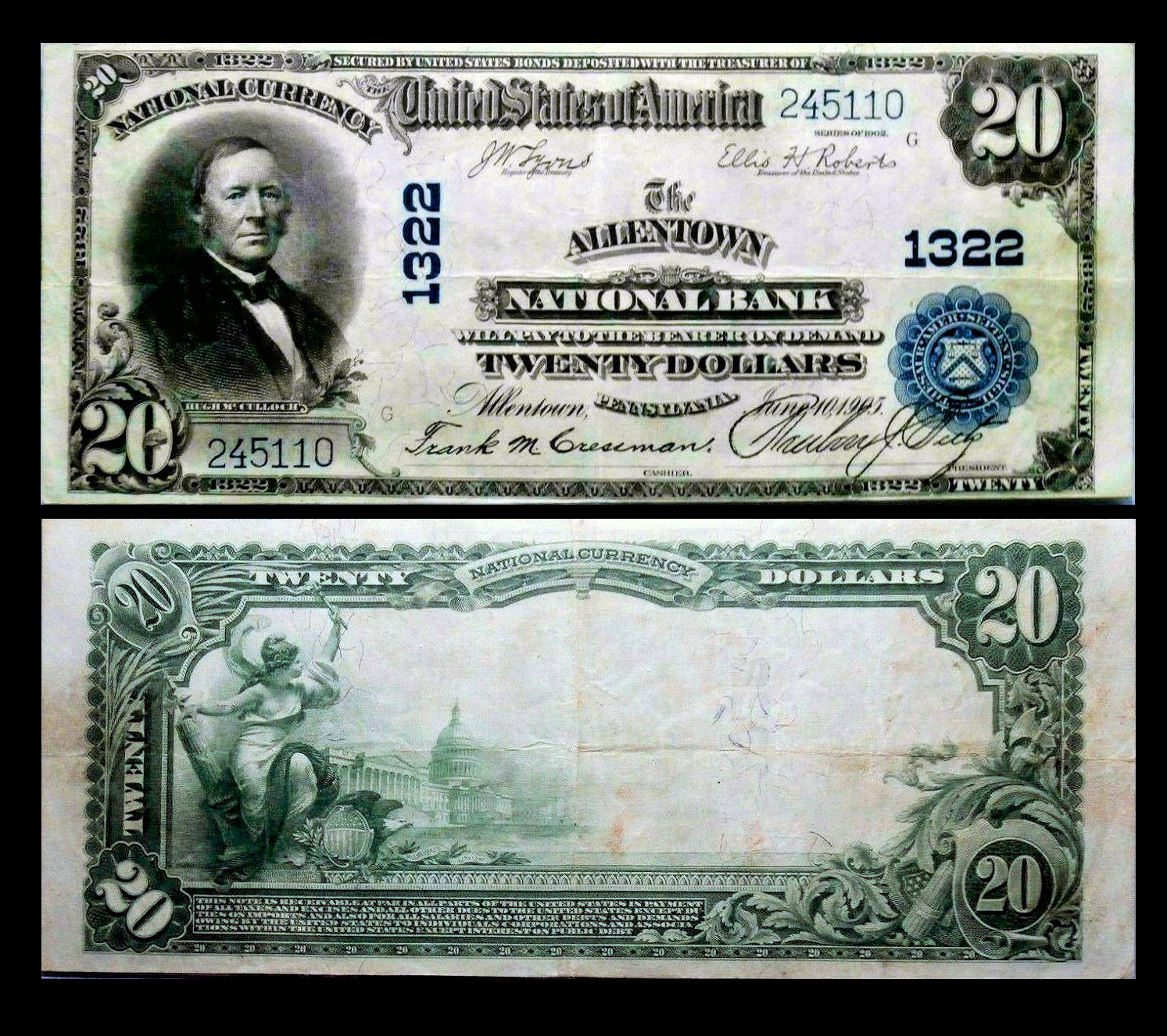
20 dolláros bankjegy az 1902-es sorozat kék kincstári címeres (Blue Seal), sima hátoldalú (Plain Back) változatából, The Allentown National Bank, Pennsylvania (Charter 1322) 1925-ös kibocsátása.

### Kis méret (Small size) 1929-1935
Az 1929-ben bevezetett kis méretű (Small Size – 156 mm × 67 mm) sorozat $5, $10, $20, $50 és $100 dolláros címleteket tartalmazott, az előoldalakon az amerikai történelem nagy alakjai, a hátoldalakon hozzájuk kapcsolódó ikonikus épületek, emlékművek láthatóak. Két típusának (Type 1 & Type 2) dizájnja teljesen megegyezett, a kincstári címer (Treasury Seal) és a sorozatszámok barna színűek lettek. A különbséget csak az jelentette, hogy az 1. típus (Type 1) esetében két fekete kartaszám (Charter Number) szerepelt az előoldalon, még a 2. típus (Type 2) esetében két fekete és két kisebb, barna színű, tehát összesen négy darab kartaszám került az előoldalra.
Ugyanilyen dizájnnal nyomtatták 1929-1933 között a National Currency Federal Reserve Bank Note típusú bankjegyeket is.
| Címlet | Előoldal           | Hátoldal                                 |
| ------ | ------------------ | ---------------------------------------- |
| $5     | Abraham Lincoln    | Lincoln-emlékmű                          |
| $10    | Alexander Hamilton | Egyesült Államok Kincstára (US Treasury) |
| $20    | Andrew Jackson     | Fehér Ház                                |
| $50    | Ulysses S. Grant   | Az Egyesült Államok Capitoliuma          |
| $100   | Benjamin Franklin  | Independence Hall                        |

##### 1. Típus (Type 1) 1929-1933

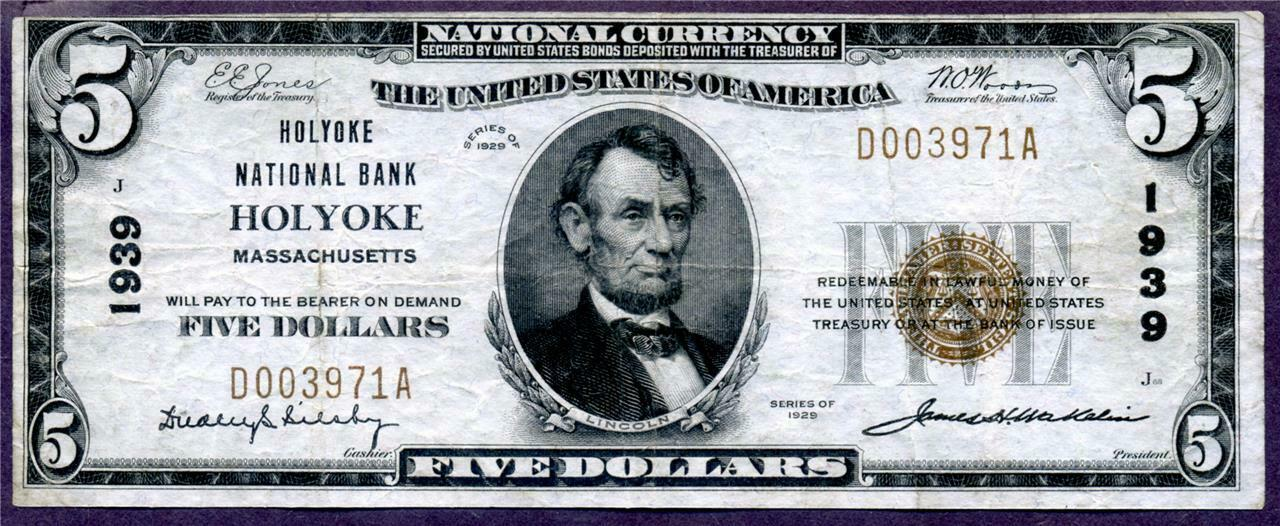
5 dolláros bankjegy az 1929-es sorozat 1. típusából (Type 1) két fekete kartaszámmal az előoldalon. A Holyoke National Bank Holyoke, Massachusetts (Charter 1939) kibocsátása.
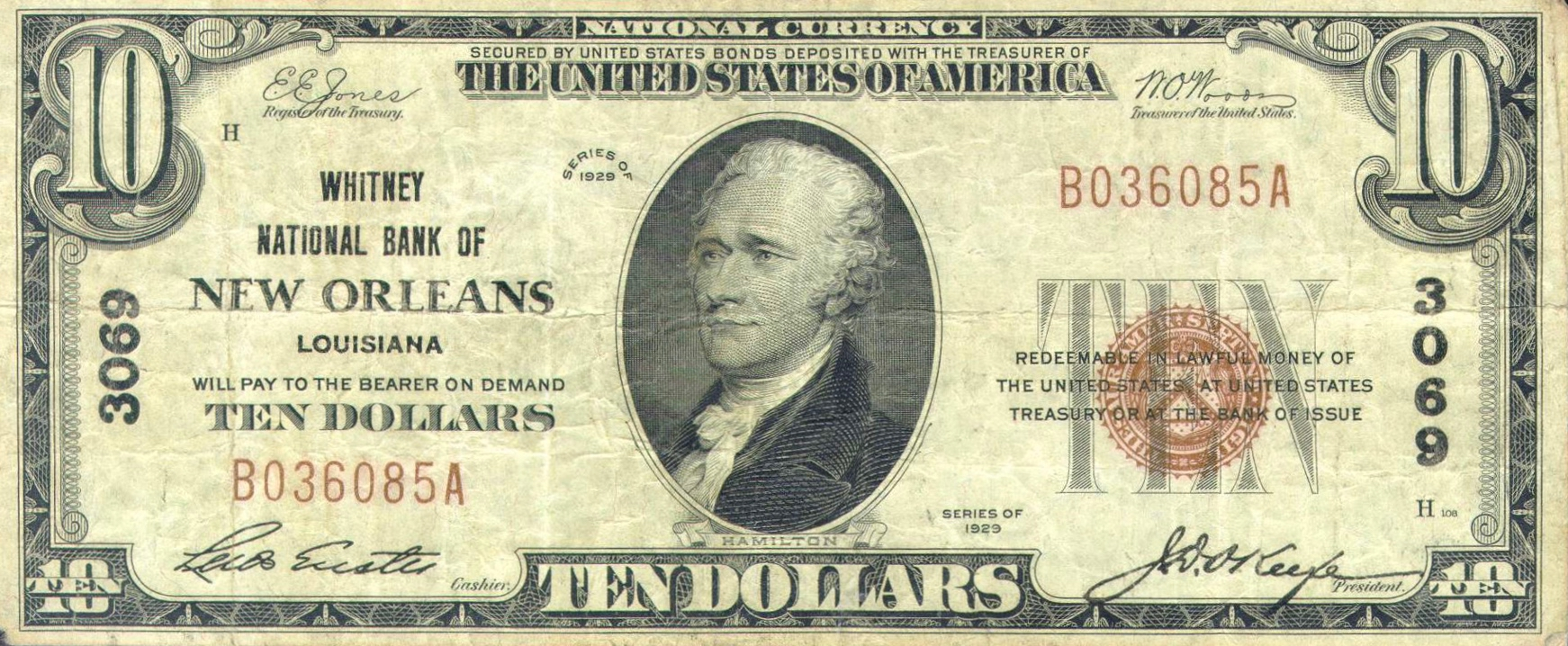
10 dolláros bankjegy az 1929-es sorozat 1. típusából (Type 1) két fekete kartaszámmal az előoldalon. A Whitney National Bank of New Orleans, Louisiana (Charter 3069) kibocsátása.
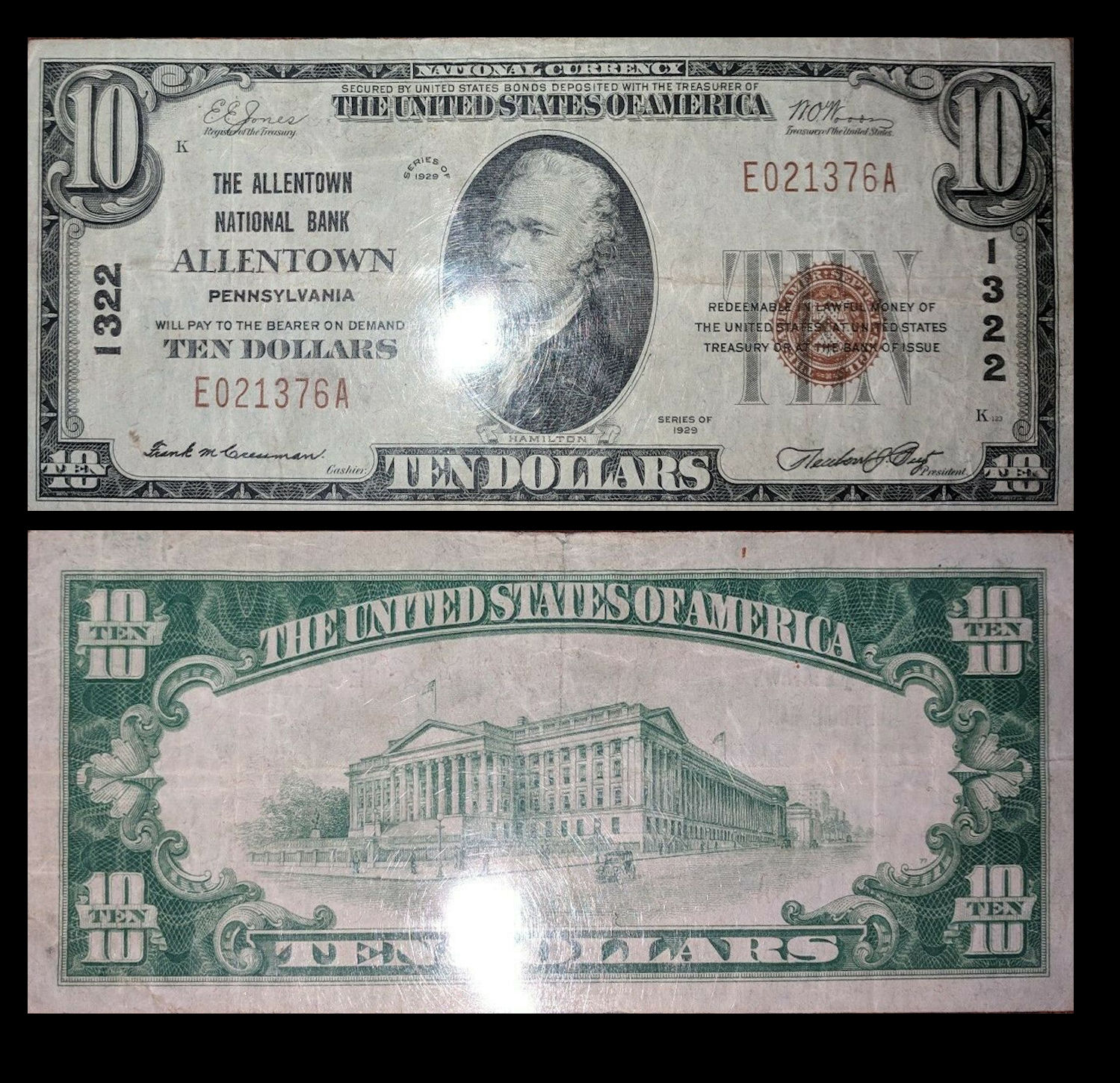
10 dolláros bankjegy az 1929-es sorozat 1. típusából (Type 1) két fekete kartaszámmal az előoldalon. A The Allentown National Bank,Allentown, Pennsylvania (Charter 1322) kibocsátása.
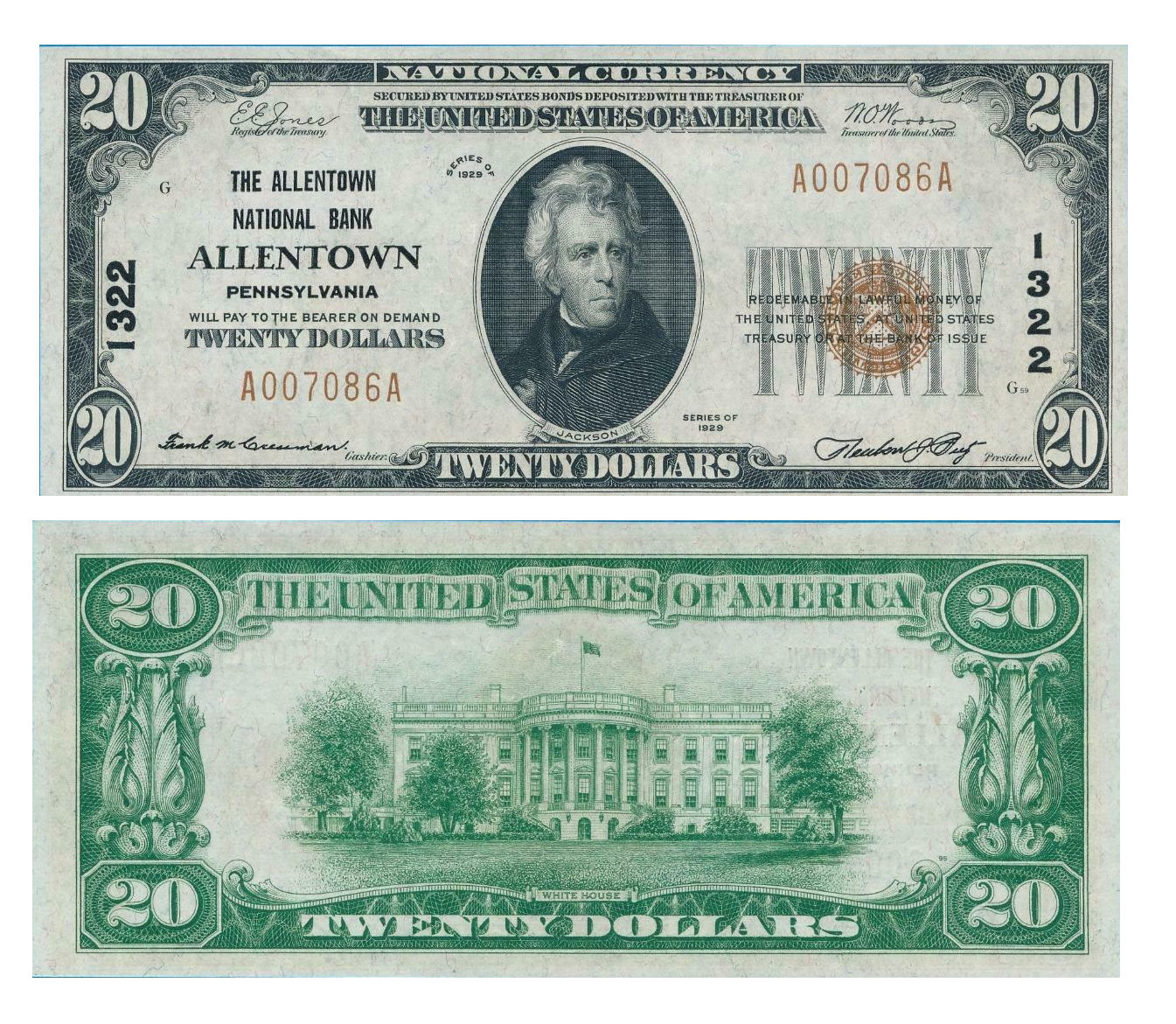
20 dolláros bankjegy az 1929-es sorozat 1. típusából (Type 1) két fekete kartaszámmal az előoldalon. A The Allentown National Bank, Allentown, Pennsylvania (Charter 1322) kibocsátása.
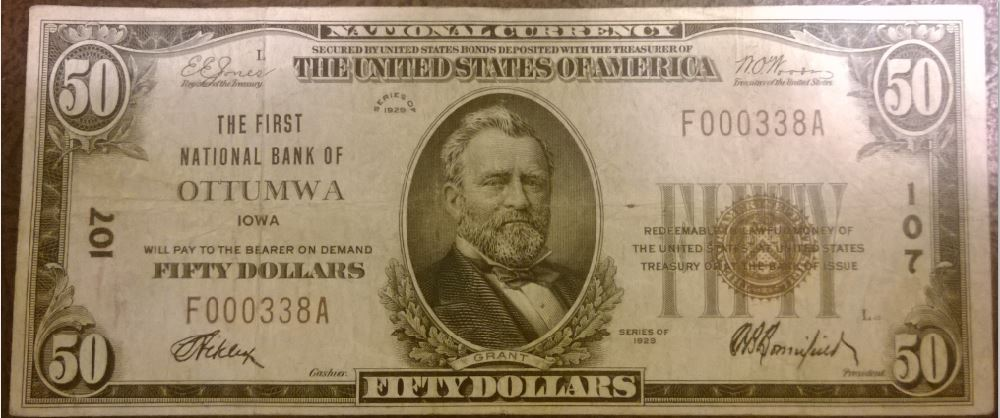
50 dolláros bankjegy az 1929-es sorozat 1. típusából (Type 1) két fekete kartaszámmal az előoldalon. A The First National Bank of Ottumwa, Iowa (Charter 107) kibocsátása.
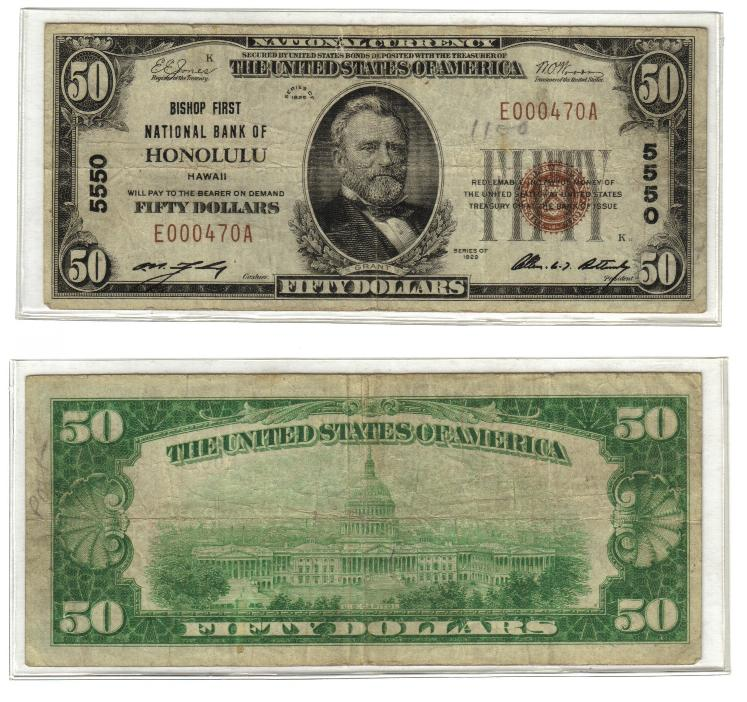
50 dolláros bankjegy az 1929-es sorozat 1. típusából (Type 1) két fekete kartaszámmal az előoldalon. A Bishop First National Bank of Honolulu, Hawaii (Charter 5550) kibocsátása.

##### 2. Típus (Type 2) 1933-1935

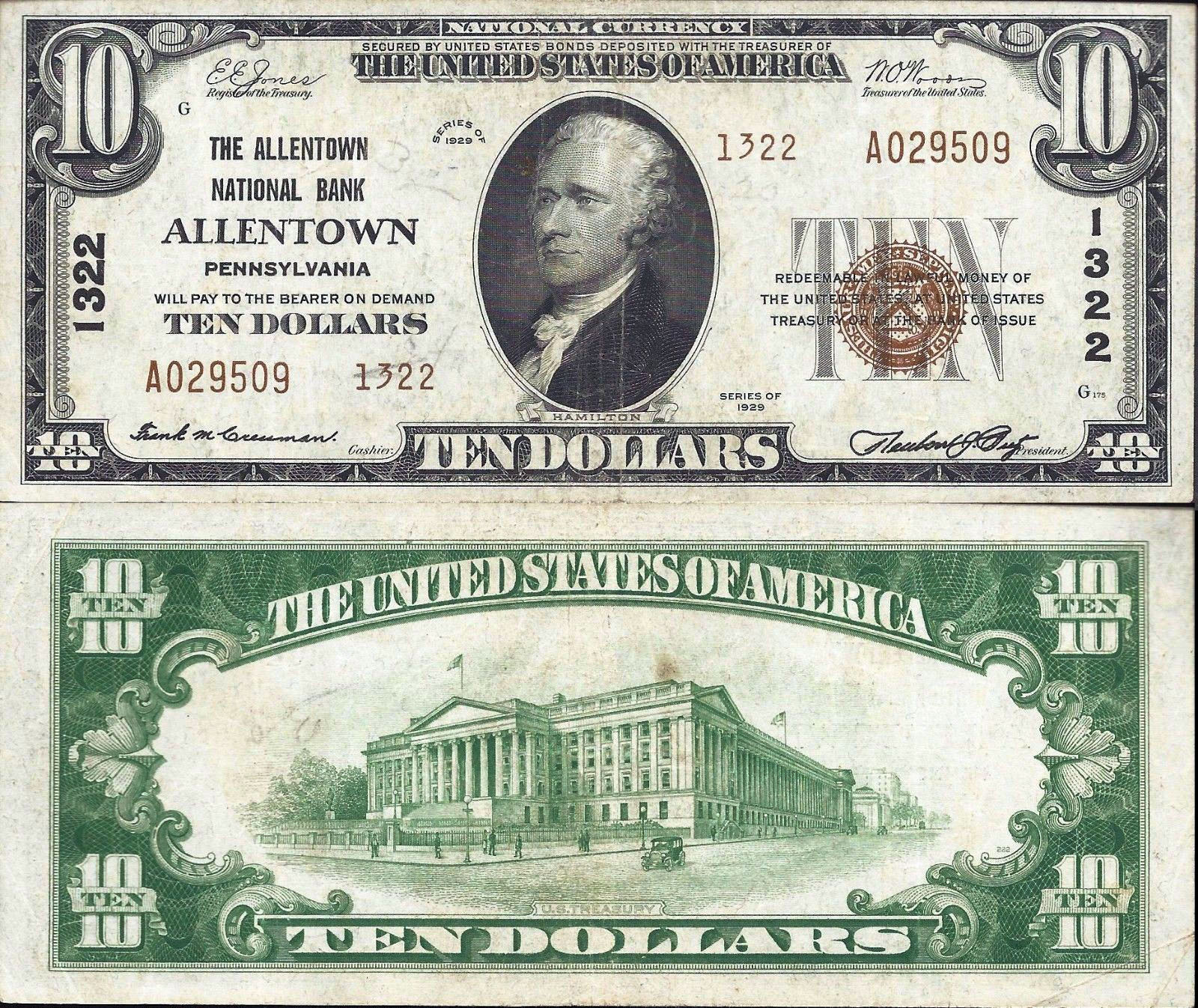
10 dolláros bankjegy az 1929-es sorozat 2. típusából (Type 2) két fekete és két barna kartaszámmal az előoldalon. A The Allentown National Bank, Allentown, Pennsylvania (Charter 1322) kibocsátása.
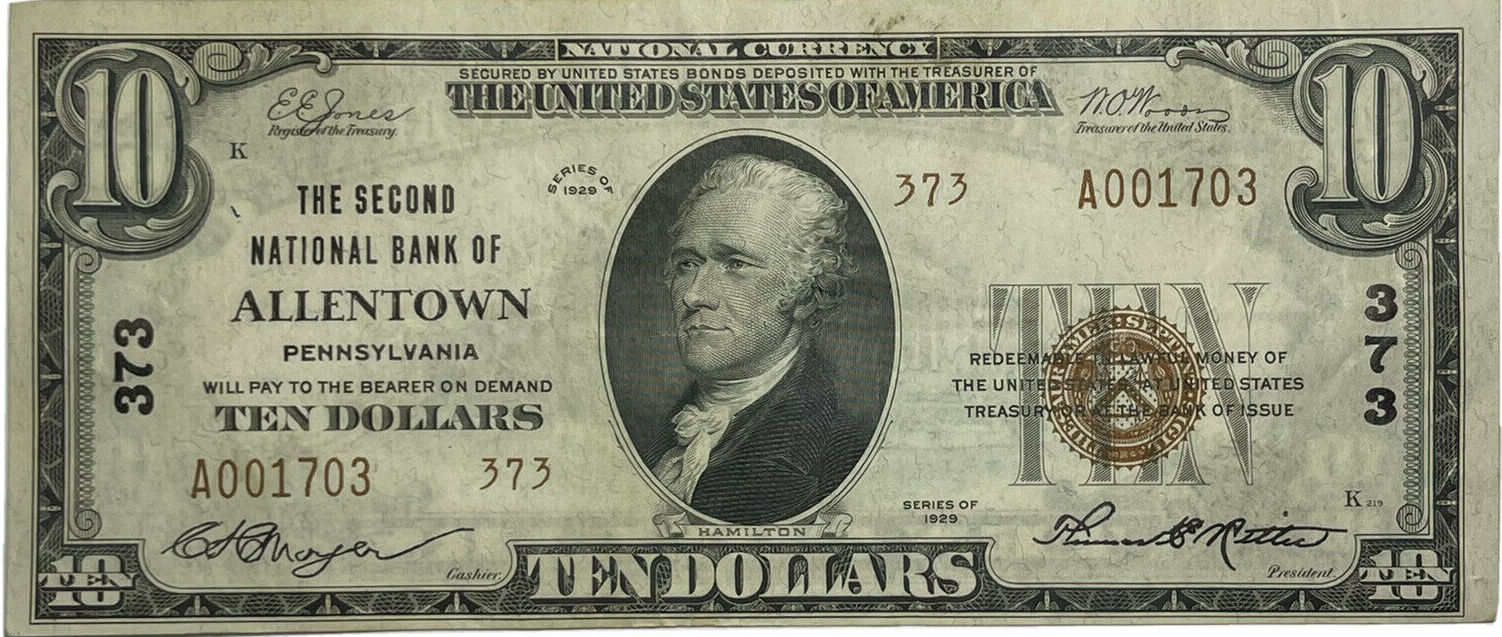
10 dolláros bankjegy az 1929-es sorozat 2. típusából (Type 2) két fekete és két barna kartaszámmal az előoldalon. A The Second National Bank of Allentown, Pennsylvania (Charter 373) kibocsátása.
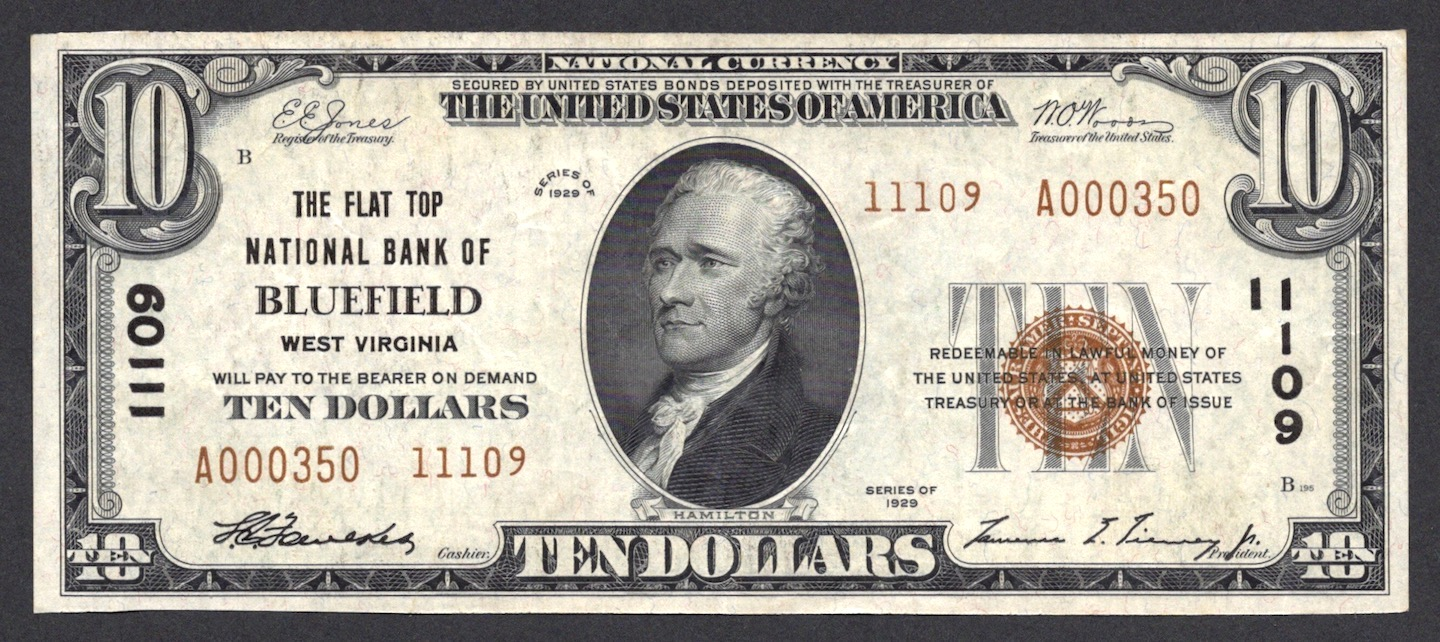
10 dolláros bankjegy az 1929-es sorozat 2. típusából (Type 2) két fekete és két barna kartaszámmal az előoldalon. A The Flat Top National Bank of Bluefield, West Virginia (Charter 11109) kibocsátása.